# Boldogfai Farkas család

A boldogfai Farkas család címere

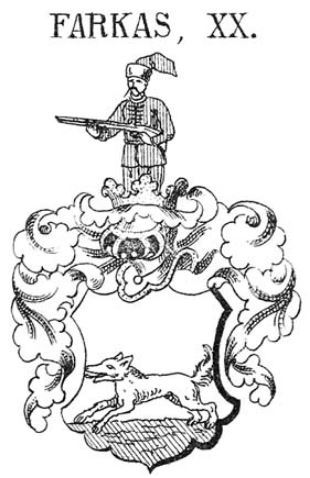
A boldogfai Farkas család címere. Rajz a Siebmacher féle címeres könyvből

A boldogfai Farkas család Zala vármegye egyik legjelentősebb nemesi családja, amely nemesi előnevét Boldogfa (jelenlegi neve: Zalaboldogfa; középkori neve: Boldogasszonyfalva) után vette fel. A jómódú zalai földbirtokos család az ősrégi Vas vármegyei Alsó- és Felsőőrről származó nemesi alsóőri Farkas családból eredt, amelynek az első említései a 14. század elejéből valóak; az ősrégi famíliának a teljes neve (alsó)őri és boldogfai Farkas család (régiesen: alsóeőri és boldoghfai Farkas család), azonban 1716-tól kialakult az a szokás, hogy csak „boldogfai Farkas család”-ként szerepelt. A családból több zalai alispán, szolgabíró, országgyűlési képviselő, római katolikus szerzetes, katonatiszt, valamint szobrász- és festőművész került ki.

## Története

### A család ősei
A boldogfai Farkas család ősei azokhoz a Vas vármegyei határőrökhöz tartoztak, akiket I. Károly magyar király Borostyánkő és Németújvár között telepített le és eredetileg székely, besenyő és magyar származású őrök voltak; ők ekkor az alsóőri Farkas családot (régiesen: alsóeőri Farkas családot) alapították. Az Árpád-ház kihaltával támadt belzavarok lecsillapítása után I. Károly király az északról jövő támadások ellen törekedett a vármegyét biztosítani. E végből 1327. július 1-jén Óváron ezeket a királyi őröket (speculatores regales) nemcsak a régi (IV. Béla, V. István és IV. László) királyok idejében élvezett kiváltságaikban erősítette meg Károly Róbert, hanem egyszersmind az országos nemesek közé is sorozta és részükre külön „őrnagyságot” szervezett. 1270-ben V. István magyar király megerősítette a IV. Bélától szerzett kiváltságokat a őrimagyarósdi besenyőknek, a Vas vármegyei őrségi lakosok elődeinek, őrnagyaik irányában való kötelezettségeiket, valamint maguk között ügyes bajaiknak mi módon való elintézését meghatározza és elrendeli, hogy a regedei végeken a nemes faluk Zala vármegye határától egész az úgynevezett Lug nevű helyig őröket állítani tartoznak. A kiváltságai között szerepelt, hogy ezek a szabad őrök az adózástól és a magán-földesúri bíráskodástól mentesek voltak. Az alsóőri és boldogfai Farkas családnak az etnikai származása (ahogy a többi Őrvidék népeinek sem) nem lehet megállapítani, de egy székely, besenyő és magyar vegyes keveredés feltételezhető, akik már a 10. század végén szabad jogokkal rendelkezp határőröknek szolgáltak. Ezek az őri családok a további évszázadokon keresztül zavartalanul éltek a szomszédos településeken; egy őrnagy vezette őket (maior speculatorum).
Az 1526. évi mohácsi vész után a magyar birodalom hanyatlása és a Habsburgok öröksége hamar éreztette hatását a falu mindennapjaiban is. I. Ferdinánd magyar király a Pinka völgyét és az őrközségeket 1530-ban a Christoph és Pantaleon von Ehrenreich testvérpár birtokába adta katonai szolgálataik ellenében. Az őriek az ősi magyar alkotmányra hivatkozva sikerrel tiltakoztak a döntés ellen a pozsonyi országgyűlésen. Az 1547. november 15-ére Nagyszombatba összehívott országgyűlés, amely végül 1547 decemberében zajlott elismerte az őriek nemességét, és megtiltotta nemesi jogaik megsértését; az 1547. decemberi nagyszombati országgyűlés törvénykönyve végül 1548. február 22-én kelt. Batthyány Boldizsár (1542–1590), akit Pestolocius 1570 körül megnyert az új tanoknak, Luther Márton híve lett és ettől az időtől fogva az új vallás a Batthyányak uradalmához tartozó községekben még inkább terjedt; ezeken belül az alsó- és felsőőri települések is. Innentől fogva az alsóőri Farkas család a lutheránus vallást vette fel. Ezeknek a népes királyi nemes szolgáknak az utódai 1582. február 18-án Rudolf magyar királytól még 64 határőri családdal együtt Farkas Mihály, János, és Lőrinc, Alsó- és Felsőőrre nyertek birtokadományt, majd később 1611. február 16-án II. Mátyás magyar király erősítette meg; őket az alsóőri Farkas családként ismerték a következő évszázadok során. A család több vármegyébe ágazódott ki és ezért évszázadok után szinte lehetetlen egyenes leszármazást összeállítani. A család egyik ága a Vas vármegyei Kancsóc (Felsőszentbenedek) nevű településre került, ahol Farkas Mihály és Ádám, alsóőri Farkas Lukács fiai, és egyben alsóőri Farkas János (fl. 1582) unokái, több más Farkas családbelivel együtt 1690. április 2-án nyertek címeres-levelet I. Lipót magyar királytól, amelyen farkas és vörös ruhás puskát tartó vitéz látható. Farkas Lukács leszármazottjai az "alsóőri" nemesi előnevet viselték, és Vas vármegyéből Somogy vármegyébe a 18. században, majd onnan Esztergom vármegyébe, Nyitra vármegyébe a 19. században költöztek. Az alsóőri Farkas családnak ez az ága, pontosabban alsóőri Farkas Lukács fiának, alsóőri Farkas Tamásnak a leszármazottjai végül Drégelypalánkon találhatók, ahol alsóőri Farkas Géza (1870–1944), az országgyűlés Felsőházának a tagja, hercegprímási uradalom intéző lakott. Farkas Lukács fivérétől, alsóőri Farkas Pétertől származik a későbbi boldogfai Farkas család, amely az "alsóőri" nemesi előnevet teljesen hanyagolva, a zalaboldogfai királyi földbirtokadomány megszerzése után (1716. március 22.) a "boldogfai" nemesi előnevet viselte, holott a korábbi adományok révén a boldogfai Farkas család jogosult lenne az "(alsó- és felső)őri és boldogfai" előnevek használatára. A boldogfai Farkas család a Vas vármegyei Kancsócról a Zala vármegyei Zalaboldogfára a 17. század második felében került át alsóőri Farkas Mihály (fl. 1656–1664) törökverő, földbirtokos személyében, aki a korábban említett alsóőri Farkas Péterne a fia volt.

### A család érkezése Boldogfára
A Farkas család a Török hódoltság alatt Vas megyében tartózkodott a Kancsóc (Felsőszentbenedek) nevű településen, ahol alsóőri Farkas János földbirtokos fegyverviselő ember volt a 17. század elején, aki Alsóőrről származott és 1582. február 18-án szerzett birtokadományt. Az egyik gyermeke Farkas Jánosnak, Farkas Lukács ott maradt Felsőszentbenedeken; a másik gyermeke Farkas Jánosnak, alsóőri Farkas Péter (fl. 1656), a 17. század elején született Kancsócon és később édesapja halála után vásárolt lakást Zalalentin, ahonnan gyakran felment Kancsócra rokonaihoz látogatóba. Farkas Péter Zalabaksán megházasodott, ahol Farkas Mihály (fl. 1656–1664), György és István gyermekei születtek; Farkas Péter és gyermekei ezután a béri Balogh család pórszombati birtokára kerültek. Farkas Péter, pórszombati árendás (azaz birtok haszonbérlő), az árendát gabonában fizette. Tanúvallomások szerint 1656-ban Farkas Péter már nagyon idős ember volt, aki "nehezen tette a járást". Az egyik fia, Farkas György vele maradt Pórszombaton, azonban a másik, Farkas Mihály, elment Zalalövőre 7 vagy 8 évvel az 1664-ben zajlott szentotthárdi csata előtt (1656 körül), és ott fegyverrel szolgált a helyi lövői várban osztopáni Perneszy István (fl. 1647–1663), várnagy alatt. Farkas Mihályt "híres", "hős" katonának mondják a még élő öreg volt bajtársai 1717-es tanúvallomásaikban. Nem sokkal ezután Farkas Mihály török fogságba esett és az oszmán kézben lévő Nagykanizsára vitette magát, ahol majd a tömlöctartónak 4 tallért, és a török úrnak 200 tallért fizetett megváltásáért. Kiszabadulása után lakást vett Zalaegerszegen és Egry Pál egerszegi hadnagynak a lányát vette feleségül. 1664 nyarán, miután a török felégette a várost, elment Ságodra, ahol később Szarka Gábor bíró lányát vette el. Onnantól ságodi Farkas Mihálynak hívatta magát, és utána pénzen vásárolta a boldogfai földbirtokát. Zalaboldogfa nevét 1411-ben említették először az oklevelek Boldogasszonyfalva néven (Bodogazonfalua írásmóddal). Farkas Mihálynak (fl. 1656–1664) az utolsó felesége, és a gyermekei anyja ságodi Péter Éva (fl. 1687–1702) lett, akinek az édesapja, ságodi Péter Mihály, aki 1623-ban, 1624-ben, majd 1649-ben zalai alszolgabíróként szerepelt. Ságodi Péter Éva az ősrégi zalai nemesi származású Ságody családnak az ivadéka volt, amely már 1438-ban előfordult az oklevelekben. Farkas Mihályné ságodi Péter Éván keresztül, gyermekei örökölték azt a pórságodi birtokot, amelyet ságodi Péter Mihály 1608-ban 400 forintért örök jogon vásárolt padoci Máttefalvay Mátyástól és feleségétől, szentpéterfalvi Potrán Eufrozsinától. Farkas Mihálynak a halála után özvegye férjhez ment németszecsődi Tarródy Mihály zalai főszolgabíróhoz, Tarródy György és Nemes Katalin fiához. Farkas Mihály Zalaboldogfán, Alibánfán, és Nemesságodon földbirtokos, az alibánfai malomtulajdonosa is volt; halála után ezek mind özvegyasszonyának és annak az új férjének Tarródy Mihálynak a kezében maradtak.
Farkas Mihály halála után 1687. április 16-án özvegye ságodi Péter Éva, tarródi és németszecsődi Tarródy Mihálynak a felesége, és a boldogfai, andráshidai és alibánfai birtokok átruházása ügyében a három árva Farkas gyermekei gyámjaként szerepelt. Tarródy Mihály zálogosította a birtokokat 600 forintért Duinovicz István és Ferenc testvéreknek a Farkas István Péter és János mostohagyermekeitől elidegenítve. Nem sokkal később, Tarródy Mihály adományt is kérvényezett, mostohagyermekeit mellőzvén, és végül nejével ságodi Péter Évával együtt 1699. november 6-án adományt kaptak Halastóra, Bükre és Alibánfára.

Boldogfai Farkas Ferenc (1713–1770) zalai alispán (sümegi Urunk Mennybemenetele temploma karzatán)

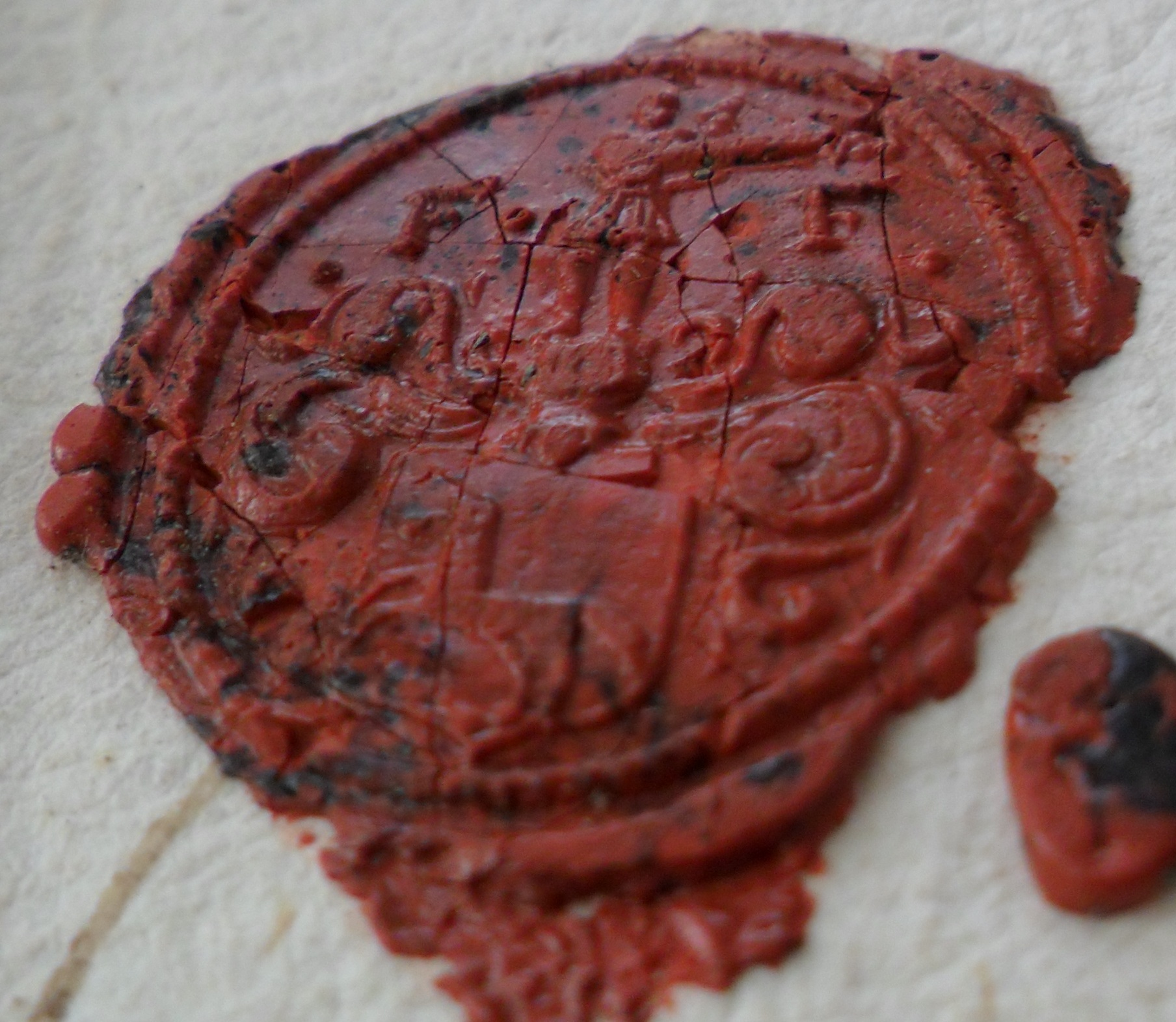
Boldogfai Farkas Ferenc (1713–1770), Zala megyei alispán, táblabíró, címeres viaszpecsétje

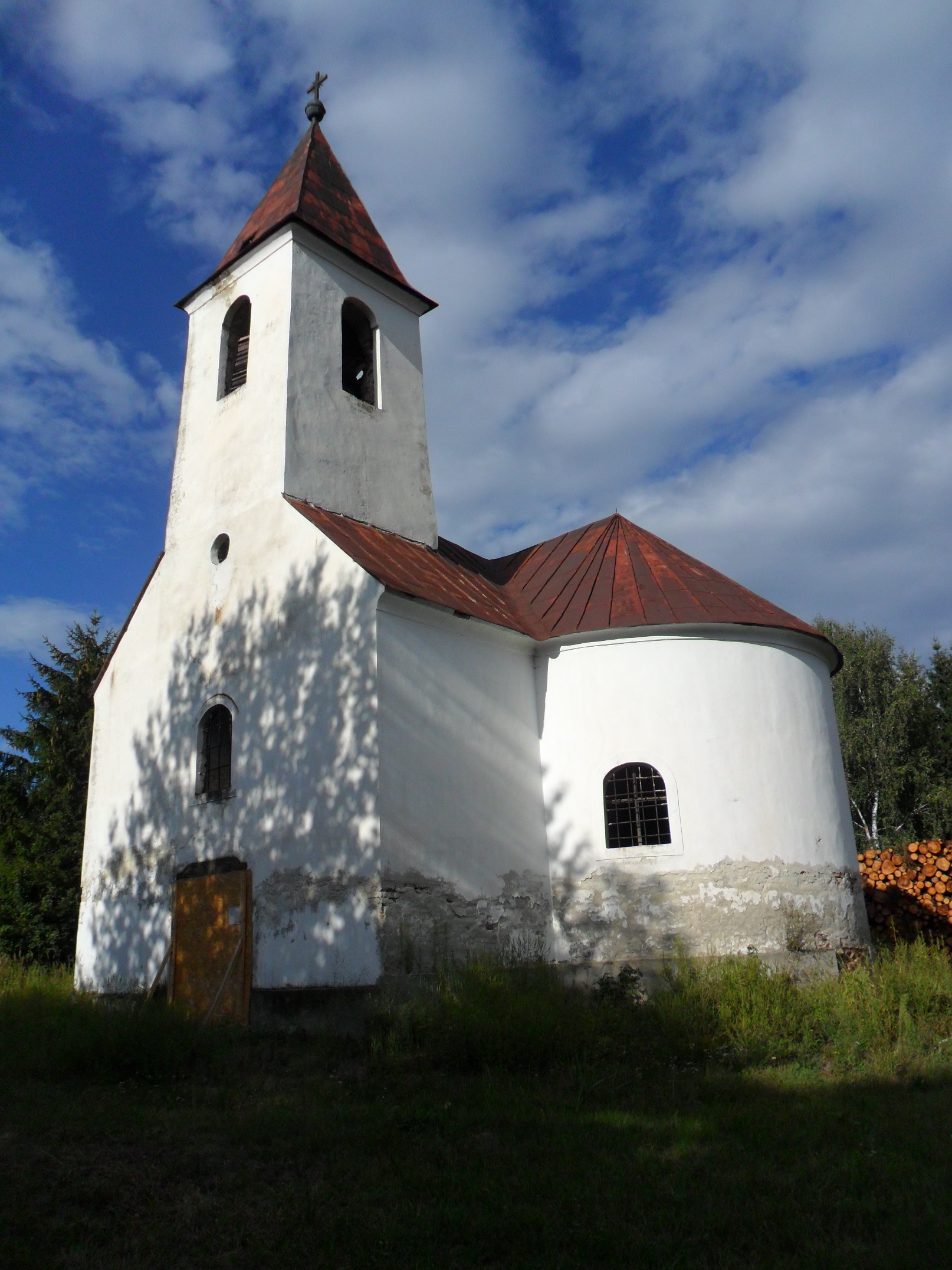
A zélpusztai kápolna. Boldogfai Farkas Ferenc (1713–1770) zalai alispán 1767-ben építtette a családi magán földbirtokán

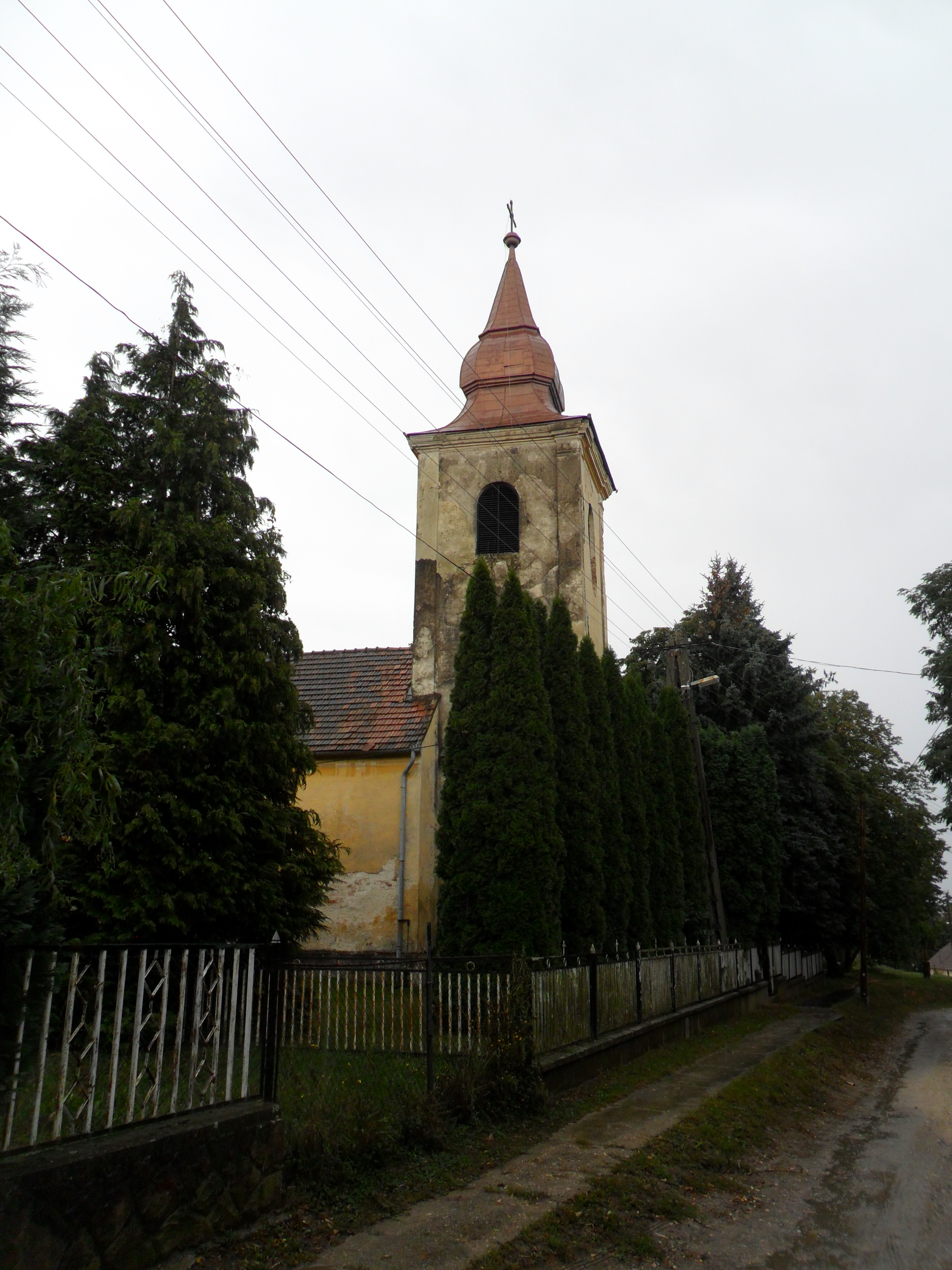
A zalaboldogfai templom. Boldogfai Farkas Ferenc (1713–1770) zalai alispán felújította és bővítette

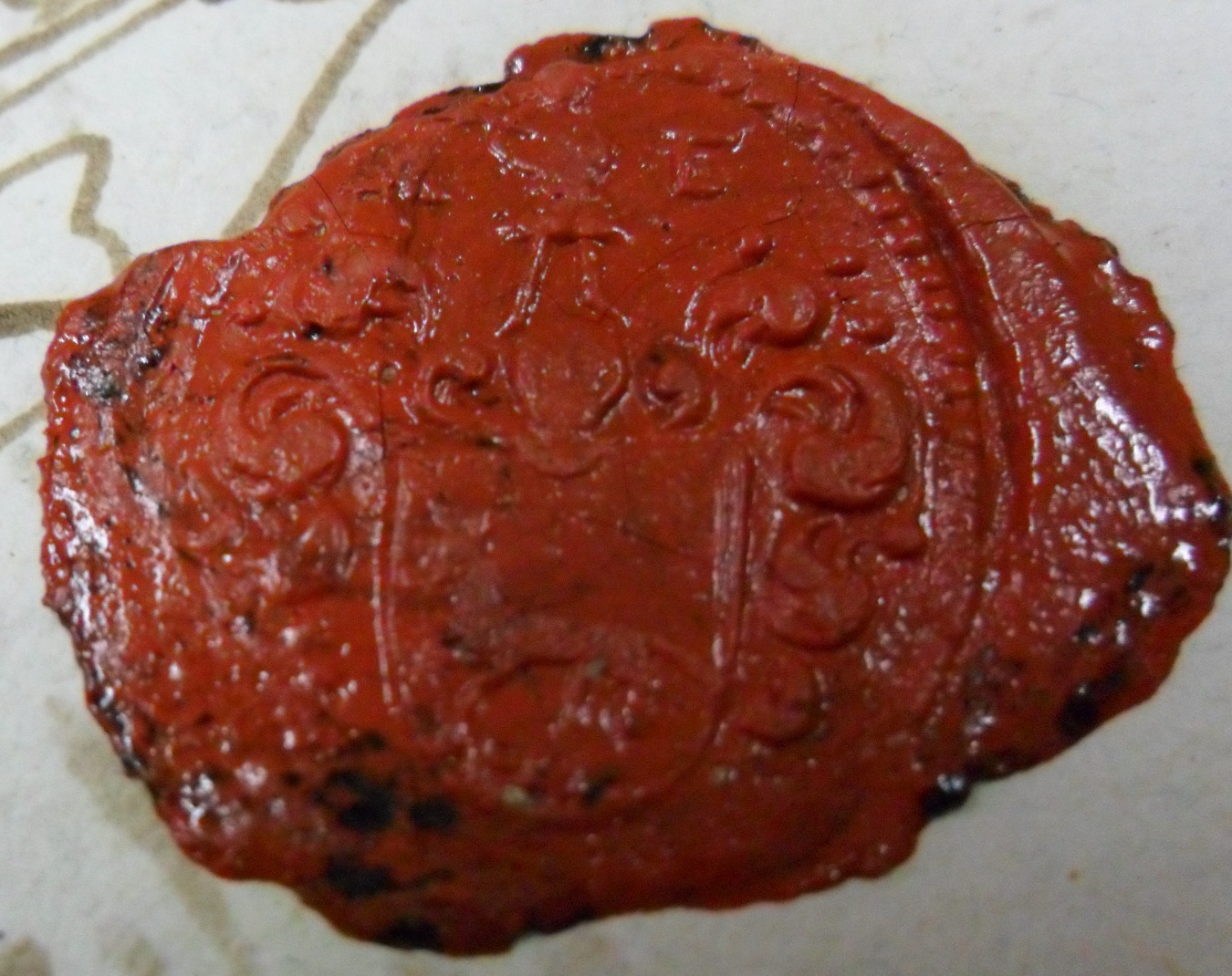
Boldogfai Farkas András (1740–1782), zalalövői főszolgabírónak a címeres viaszpecsétje

A boldogfai előnevet Farkas Mihály (fl. 1656–1664) törökverőnek, földbirtokosnak és ságodi Péter Évának (fl. 1687–1702) a gyermekei Farkas Péter, Farkas István és Farkas János kezdték használni. 1700-ban boldogfai Farkas István, Péter és János visszaváltották a mostohaapjuk által 6 elzálogosított birtokrészt, a 600 forintot és még 120 forint ráadást fizetve. A három testvérre 1716. március 22-én III. Károly magyar király megparancsolta az örökösségen keresztül szerzett porsagodi, boldogfai, andráshidai és alibánfai birtokok átruházását, és ezzel lerendezte a vitákat a tarródi és németszecsődi Tarródy fél-testvéreivel. Ezután, 1716-ban az uralkodó adományozta a három testvérnek a boldogfai, andráshidai és alibánfai birtokot. A legkisebb fiúgyermeke Farkas Mihálynak és Péter Évának, boldogfai Farkas János (†1724) szolgabíró volt az első, aki testvéreivel együtt formálisan használta Boldogfáról, az adományozott földbirtokáról származó nemesi előnevet. A 18. században Farkas János fia és unokái úgy szerepeltek, mint „de Boldoghfa” azonban később a reformkorban lekopott a „h” betű a nemesi előnévről.
A legidősebb fivér boldogfai Farkas István (fl. 1696–1724), a zalaegerszegi járás esküdtje, földbirtokos volt; neki a neje nemes Nyéki Éva lett. A második fiútestvér boldogfai Farkas Péter (fl. 1699–1716), földbirtokos, aki egervölgyi Lamperth Máriát, Lamperth István földbirtokosnak és nemes Csöglei Katalinnak a lányát nőül bírta. Farkas Péter és Lamperth Mária frigyéből 5 leánygyermek érte el a felnőttkort: nemes Németh Ferencné Farkas Zsuzsanna (fl. 1733), nemes Mátay Mihályné Farkas Erzsébet (fl. 1733), Farkas Mária (fl. 1733), akinek a férje szladeovici Szladovits János (fl. 1739), a borostyánkői uradalom tiszttartója, boldogfai Hajgató Istvánné Farkas Judit (fl. 1733–1744), aki majd 
nemes Taba Gergely (1702–1772) földbirtokosnak a neje lett, illetve Farkas Julianna (fl. 1733), akinek a férje Alacher György (fl. 1712), az egervári uradalom tiszttartója.
Boldogfai Farkas János 1712 és 1721 között a Zalaegerszegi járás alszolgabírája volt, és később 1723-tól főszolgabíró-helyettesként tevékenykedett. Akkoriban a birtokai között szerepeltek az andráshidai és az alibánfai is. Farkas János felesége, Sidy család sarja Sidy Dorottya (1693–1775) volt, akinek a szülei Sidy Mihály, egervári vicekapitány, Zala vármegye külön kiküldött követe az 1705-ben zajló Szécsényi országgyűlésen, főszolgabíró, földbirtokos, és az ősrégi zalamegyei nemesi szenterzsébeti Terjék Mária voltak; az anyai nagyszülei, szenterzsébeti Terjék János (fl. 1632–1674), a nyitrai püspökség tiszttartója, zalai földbirtokos, és Maholányi Borbála voltak. Boldogfai Farkas Jánosné Sidy Dorottya (1693–1775) fivére, Sidy Pál (fl. 1726–1744) földbirtokos, aki 1741. október 29.-e és 1744. augusztus 30.-a között főszolgabíró volt a kapornaki járáson.
Az 1714-ben III. Károly magyar király által kiadott protestánsok elleni rendelet nyomán, ahogy a királyság többi részén, Zala vármegyében is elkezdődtek az erőszakos kálvinista templomfoglalások. Az egyik ilyen megrohanás 1718. augusztus 24-én történt meg a mileji protestáns templom ellen, amikor boldogfai Farkas János alszolgabíró és az egerszegi esperes és plébános, Kalmanczory Ferenc, katonákkal megrohanták és megkísérelték elfoglalni.

### Ferenc alispán és Rosty Anna gyermekei

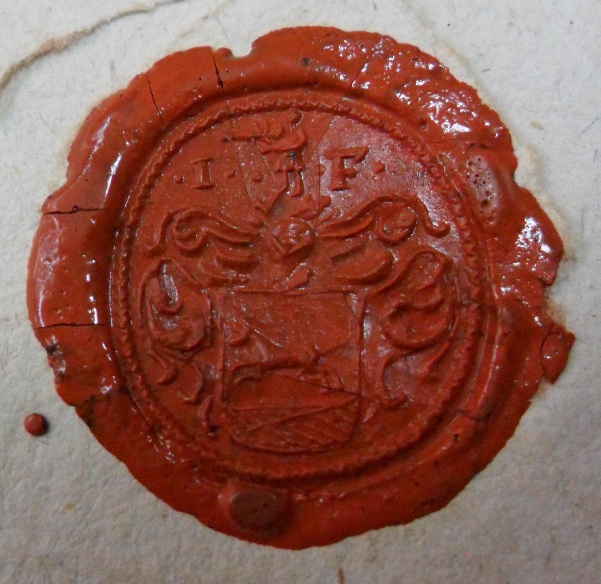
Boldogfai Farkas János (1741–1788), Zala vármegye főjegyzője, helyettes alispán címeres viaszpecsétje

Boldogfai Farkas János és Sidy Dorottya egyetlen fia, boldogfai Farkas Ferenc (1713–1770), táblabíró, jómódú földbirtokos, 1738. július 18-ától 1747. augusztus 21-éig a zalaegerszegi járás alszolgabírójáként, majd 1747. augusztus 21.-e és 1756. október 11.-e között ugyanannak a járásnak a főszolgabírójáként tevékenykedett. Az ősrégi zalai nemesi Ságody család kihalása után a leányági leszármazottjai részesültek különböző arányokban a nemes-ságodi birtokrészeiben; az 1754. január 23-ai birtok összeírásban boldogfai Farkas Ferenc (1713–1770) főszolgabíró szerepelt a tulajdonosok között, mivel az apai nagyanyja révén, Farkas Mihályné ságodi Péter Éva révén földhöz jutott a településen.  Farkas Ferenc Zala vármegye alispánja volt 1761. október 26-ától 1769. május 2-ig. Farkas Ferenc alispán építette újjá a zalaboldogfai régi templomot, sekrestyét, oratóriumot és kriptát építve hozzá; ugyanakkor, Zalaszentgyörgynél építette a zélpusztai Szentháromságra felszentelt kápolnát, amely 230 személyt tudott befogadni. 1767. július 13-án nagymányai Koller Ignác veszprémi püspök levelet írt Farkas Ferencnek, amelyben megengedte a magánkápolna építését, és kötelezte őt és leszármazottjait gondoskodni róla.
Mária Terézia magyar királynő korában boldogfai Farkas Ferenc alispánnak 10 úrbéri földbirtoka volt – összesen 697 úrbéri holdja megyeszerte –, 31 jobbágya, 38 zsellére, tehát a zalamegyei köznemességen belül, az egyik legtehetősebb földesúr volt. Farkas Ferenc felesége a barkóci Rosty családból való barkóci Rosty Anna (1722–1784), Rosty László, Vas vármegyei főszolgabíró, földbirtokos, és zalalövői Csapody Mária lánya volt, aki magával hozott néhány jelentős birtokot a családba. Általa örökölték a csébi birtoknak egy részét, amely Rosty Anna anyai nagyanyja öröksége után, zalalövői Csapody István várkapitányné osztopáni Perneszy Zsófia (fl. 1651–1702) után szereztek meg. Farkas Ferenc sógora barkóci Rosty Ferenc (1718–1790), királyi tanácsos, Vas vármegyei alispán, földbirtokos volt; sógornője, Rosty Katalin, akinek a férjének, szalapatakai Nagy Mihály (1706–1756) királyi tanácsosnak, zalai alispánnak, a halála után, a muraszerdahelyi uradalmát megkapta Farkas Ferenc alispán 900 forintért 1762. június 5-én gróf Althann Mihály János zalai főispántól. A szerződésben a főispán pontosította, hogy visszavonhatatlan, amíg ő életben volt, azonban halála után, Althan örökösei és Farkas Ferenc örökösei beleegyezése szükséges volt a megtartásához, mivel a megállapodás szerint a főispán gyermekei per nélkül visszakaphatták, ha úgy akarták volna.
Rosty Anna 13 gyermeket adott Farkas Ferencnek: az egyik fia, akit úgyszintén boldogfai Farkas Ferencnek hívtak, jezsuita szerzetes, táblabíró volt, 30 évig nemesapáti plébánosa, esperese volt, majd később veszprémi kanonokká nevezték ki.  Az alispán másik fia, Farkas Lajos piarista pap lett. A harmadik fia, boldogfai Farkas János (1741–1788), a királyság hites ügyvédje (juratus advocatus), 30 évesen 1771. május 1-jén lett a vármegye első aljegyzője, e tisztséget 1773. április 14-ig töltötte be, amikor Zala vármegye főjegyzője lett egészen 1786. július 14-ig. Ideiglenesen vármegyei másodalispán volt 1783-ban, valamint 1783-ban szintén felesküdt rendes jegyzőként szerepelt a helytartótanácsnál. Élete utolsó éveiben, II. József magyar király korában, pedig Zala vármegyei Ítélőszék elnöke ("Inclyti Sedis Iudiciaria Comitatus Szaladiensis Praeses") 1787 és 1788 között a jozefinizmus alatt volt. Farkas János 1772. április 26-án Alsóbagodban feleségül vette a lovászi és szentmargitai Sümeghy család sarját, Sümeghy Juditot (1754–1820), Sümeghy Ferenc alsó- és felsőbagodi földbirtokos és pókafalvi Póka Marianna (1728–1797) lányát. Farkas Ferencné Sümeghy Judit anyai nagyszülei pókafalvi Póka Gábor (fl. 1728–1752), szentléránti és söjtöri birtokos, aki 1741-ben vasi insurgens kapitány, és a szenttamási Bertalan családból való szenttamási Bertalan Klára voltak. Póka Gáborné Bertalan Klára szülei szenttamási Bertalan Ádám, földbirtokos, és a tekintélyes Nádasdy család köznemesi ágából származó nádasdi Nádasdy Mária voltak. Farkas János sógora, lovászi és szentmargitai Sümeghy József (1757–1832), királyi tanácsos, zalai alispán, földbirtokos volt. Farkas János főjegyzőnek a leánytestvérei, Farkas Erzsébet (1761–1801), tubolyszegi Tuboly László (1756–1828) felesége; és boldogfai Farkas Anna (1746–1804), aki férjhez ment csáfordi Csillagh Ádámhoz (1739–1797), egerszegi királyi postamesterhez, majdani zalai főadószedőhöz.
Farkas Ferencnek és Rosty Annának egy másik gyermeke boldogfai Farkas Lajos (1750–1779) volt, aki 1775. december 18-án Rábahídvégen feleségül vette felsőőri Bertha Klárát (1753–1776), felsőőri Bertha Imre (1723–1769) kányavári földbirtokosnak és nagyszigeti Szily Katalinnak (1730–1767) a lányát; Miután boldogfai Farkas Lajos első felesége szüléskor elhunyt, a második felesége hertelendi Hertelendy Klára (1760–1816) lett, akinek a szülei Hertelendy Boldizsár, földbirtokos, és a nemesi származású Foky család sarja Foky Erzsébet voltak. Rövidesen ezután boldogfai Farkas Lajos meghalt. Az özvegy Hertelendy Klárát 1791. december 18-án Zalaboldogfán nemes Lochuh László (1763–1801), főszolgabíró, söjtöri földbirtokos vette feleségül, és vele együtt Söjtörre költözött el. Farkas Lajosnak az egyik testvére, és egyben Farkas Ferenc alispán és Rosty Anna elsőszülött gyermeke, boldogfai Farkas András (1740–1782), zalalövői főszolgabíró volt, akinek a hitvese az ősrégi Buzád-Hahót nemzetségből való csányi Csány Anna (1745–1800), Csány László és hertelendi és vindornyalaki Hertelendy Krisztina lánya volt; ahogy Farkas Lajosnak, Farkas Andrásnak sem marad meg leszármazottja. Boldogfai Farkas Ignác (1747–1808) táblabíró, földbirtokos, Farkas Ferenc és Rosty Anna fiának az első felesége muzsaji Dóczy Kata (1764–1794) volt, Dóczy Antal és prosznyákfalvi Prosznyák Éva lánya. Farkas Ignácnak a második neje, bocsári Svastics Julianna (1771–1832), Svastics Ferenc és koltai Vidos Borbála lánya volt. Másrészt, Farkas Ignác testvére, boldogfai Farkas László (1747–1796) alszolgabíró, aki Muraszemenyén 1785. október 17-én házasságot kötött a lovászi Jagasics család sarjával lovászi Jagasics Margittal (1764–1818), akinek a szülei lovászi Jagasics András (1728–1786) zalai alispán és szalapatakai Nagy Magdolna (1734–1772) voltak.
Rosty Anna végrendeletét nehezen fogadták el halála után, 1791-ben az ingó és ingatlan javakat még egyenetlenségben bírták a gyermekei. Farkas Ferenc (1742–1807) nemesapáti plébános lett az új családfő, pereskedéseknél testvérei érdekeit képviselte. Az egyik konfliktus forrása, amiért a megmaradt testvérek összefogtak főleg az volt, hogy Farkas András (1740–1782) zalalövői főszolgabíró gyermektelenül hunyt el és ezzel özvegyét, Csány Annát (1745–1800) illette a vagyona. Egyben Farkas András az egyetlen kedvezményezett volt, amikor nagynénje, özv. szalapatakai Nagy Mihály királyi tanácsosné Rosty Katalin, 1760. július 14-én kelt végrendeletében ráhagyott minden ingó és ingatlan javát az unokaöccsére, és ezek is Csány Anna kezébe kerültek férje halála után. Birtokait részben elzálogosította idősebb pallini Inkey Imre (1757–1813) királyi tanácsosnak a Csány testvérei adóssága lerovására, másrészt testvéreire ráhagyta az özvegy (boldogfai Farkas Andrásné Csány Anna egyik fivére Csány Boldizsár, Csány László édesapja volt).
1794. augusztus 18-án egyezmény jött létre boldogfai Farkas Ferenc plébános, Farkas László, Farkas Ignác, özvegy Farkas Jánosné lovászi és szentmargitai Sümeghy Judit, aki gyermekei Farkas János Nepomuk és Farkas Ferenc gyámja és a beperlő csébi Pogány Ádám (1746–1814) között. Pogány Ádám a Gömör vármegyei Kelemér nevű településen lakó szolgabíró elhatározta, hogy vissza fogja szerezni a családja ősi birtokait és több családot is beperelt akkor (köztük az Eszterházyt és a Gyulafit). Zalában felkereste a boldogfai Farkas családot, és majd sikerült szerezni 1000 arany vinculumot tőlük, mivel ők barkóci Rosty Annán keresztül örökölték polyanai Brodarics Mátyásné csébi Pogány Sára ősanyjának a zalai birtokai egy jelentős részét.
A boldogfai Farkas család úgy lépett be a 19. századba, hogy a javai legnagyobb része elenyészett és az özvegyek (Farkas Andrásné Csány Anna, Farkas Lajosné Hertelendy Klára, utána Lochuh Lászlóné) vagy a Farkas leányok (Csillagh Ádámné Farkas Anna, Tuboly Lászlóné Farkas Erzsébet) gyermekei kezébe került. Farkas János (1741–1788) főjegyző volt aki tovább vitte a családot és tőle származik a család két ága, amely a 21. századig jutott. Farkas János özvegye, lovászi és szentmargitai Sümeghy Judit (1754–1820) az alsóbagodi családi Sümeghy-kastélyban lakott két pártában maradt leányával, boldogfai Farkas Judittal (1776–1839) és boldogfai Farkas Erzsébettel (1785–1857). Farkas Erzsébet, az egyetlen életben maradt leánytestvér 1845-re, Deák Ferenc mellett, valamint több tucat zalai nemesúr szerepelt az önkéntes adózók között, unokaöccsével, Farkas Imrével együtt. Erzsébet másodfokú unokatestvére, gyulai Gaál Károlyné Farkas Franciska szintén szerepelt az önkéntes adózók között. Farkas János és Sümeghy Judit házasságából egyetlenegy leány kötött házasságot: boldogfai Farkas Marianna (1783–1819), akinek a férje, a nemesi származású szladovici Szladovits családnak a sarja, szladeovici Szladovits József (1773–1829), táblabíró, császári és királyi kapitány, boldogfai földbirtokos, szladeovici Szladovits Károly (1749–1811), Vas vármegye alispánjának és Balla Katalinnak a fia volt. Farkas János főjegyző és Sümeghy Judit legidősebb gyermeke, boldogfai Farkas János Nepomuk (1774–1847), táblabíró, zalai helyettes alispán, Alsó- és Felső Bagodban vásárolt egy jelentősen nagy uradalmat a saját eladott öröksége és felesége hozománya eladásával szerzett pénzzel; öccsére, boldogfai Farkas Ferenc (1779–1844), jogász, táblabíróra engedte át a boldogfai ősi birtokot és a kúriát, aki agglegényként élt 46 éves koráig. Farkas János és Farkas Ferenc alapították a család két ágát, amely mai napig él.

### László és Jagasics Margit ága
Boldogfai Farkas László (1747–1796) táblabíró, földbirtokos, boldogfai Farkas Ferenc alispánnak és barkóci Rosty Annának a fia, 1781. szeptember 24.-e és 1786. június 14.-e között a zalalövői járás alszolgabírója volt. Farkas László alszolgabíró feleségül vette Szentmargitfalván 1785. október 17-én a nemesi származású lovászi Jagasics Margitot (1764–1818), akinek a szülei lovászi Jagasics András (1728– 1786) Zala vármegye alispánja, táblabíró, földbirtokos és szalapatakai Nagy Magdolna (1734–1772) voltak. Boldogfai Farkas László és lovászi Jagasics Margit házasságából született boldogfai Farkas György (1788–1823), aki a nemeszéli földbirtokot örökölte. Ahogy más boldogfai Farkas rokonai, Farkas György is a Győri királyi jogakadémián végezte tanulmányait: bölcseletből diplomázott 1807-ben. Felesége a nemesi származású szladeovici Szladovits családnak a sarja, szladeovici Szladovits Erzsébet (1791–1839) volt, akinek a szülei szladeovici Szladovics Károly (1749–1811), Vas vármegye alispánja, földbirtokos, és Balla Katalin voltak. Farkas Györgyné Szladovits Erzsébet bátyja, Szladovits József (1773–1829), táblabíró, földbirtokos, akinek a felesége, boldogfai Farkas Marianna (1783–1819) volt; Szladovits Józsefné boldogfai Farkas Marianna szülei boldogfai Farkas János (1741–1788), Zala vármegye főjegyzője, a Zala vármegyei Ítélőszék elnöke ("Inclyti Sedis Iudiciaria Comitatus Szaladiensis Praeses") 1787 és 1788 között, táblabíró, földbirtokos, és lovászi és szentmargitai Sümeghy Judit (1754–1820) voltak.
Farkas György és Szladovits Erzsébet lánya, boldogfai Farkas Franciska (1813–1895), aki házasságot kötött Zalaszentivánon 1831. szeptember 29-én gyulai Gaál Károly (1808–1840) földbirtokossal, gyulai Gaál Mihály, zalai táblabíró, földbirtokos és derzséri Bakó Krisztina fiával. Az egyik esküvői tanú boldogfai Farkas János (1774–1847), Zala vármegye helyettes alispánja, táblabíró, földbirtokos, és a másik egyházasbüki Simon Mihály (1804–1863), a zalaegerszegi járás főszolgabírája, táblabíró, földbirtokos voltak. Gyulai Gaál Károly bátyja, gyulai Gaál Miklós (1799–1854) honvédtábornok volt. A zélpusztai jószág egyetlen örököse gyulai Gaál Károlyné boldogfai Farkas Franciska (1813–1895) lett. Özvegy boldogfai Farkas Györgyné Szladovics Erzsébet férje halála után még kétszer házasodott meg. Második férje, egyházasbüki Simon József (1775–1827), táblabíró, alibánfai földbirtokos, akivel 1825. március 29-én kötött házasságot Zélpusztán; a harmadik férje a csengeri Háczky család sarja, Háczky Ferenc (1783–1861), táblabíró, földbirtokos, akihez ment 1837. április 30-án Kemeneshőgyészen. A harmadik házassága alig két évig tartott, mivel az asszony lebetegedett és elhunyt. Farkas György és Szladovits Erzsébet leánya gyulai Gaál Károlyné boldogfai Farkas Franciska (1813–1895) kezében tartotta a zélpusztai jószágot egészen haláláig amikor leánya, névedi Botka Jánosné gyulai Gaál Matild (1837–1921) örökölte meg. Gyulai Gaál Károlyné boldogfai Farkas Franciska (1813–1895) elhunytával kihalt boldogfai Farkas László ága. A boldogfai Farkas családot Farkas Lászlónak (1747–1796) a bátyja, boldogfai Farkas János (1741–1788) Zala vármegyei Ítélőszék elnöke ("Inclyti Sedis Iudiciaria Comitatus Szaladiensis Praeses"), Zala vármegye főjegyzője vitte tovább.

### János és Skublics Angéla ága

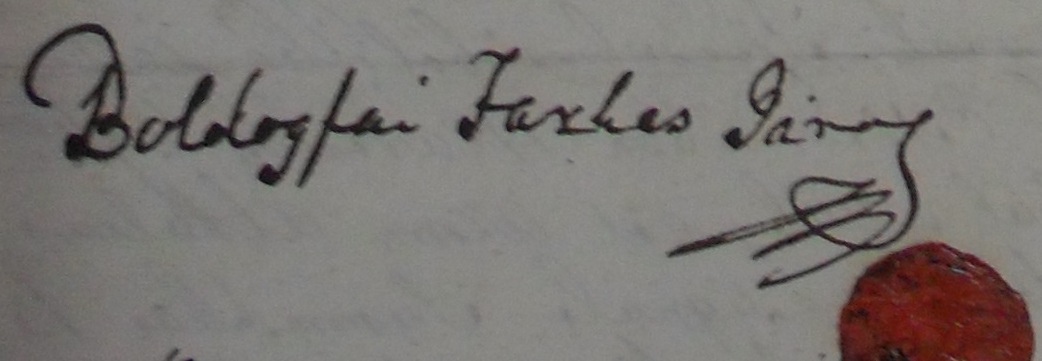
Boldogfai Farkas János Nepomuk (1774–1847) földbirtokos, táblabíró, Zala vármegye helyettes első alispánja aláírása és címeres viaszpecsétje. Kelt: 1828. március 19-én

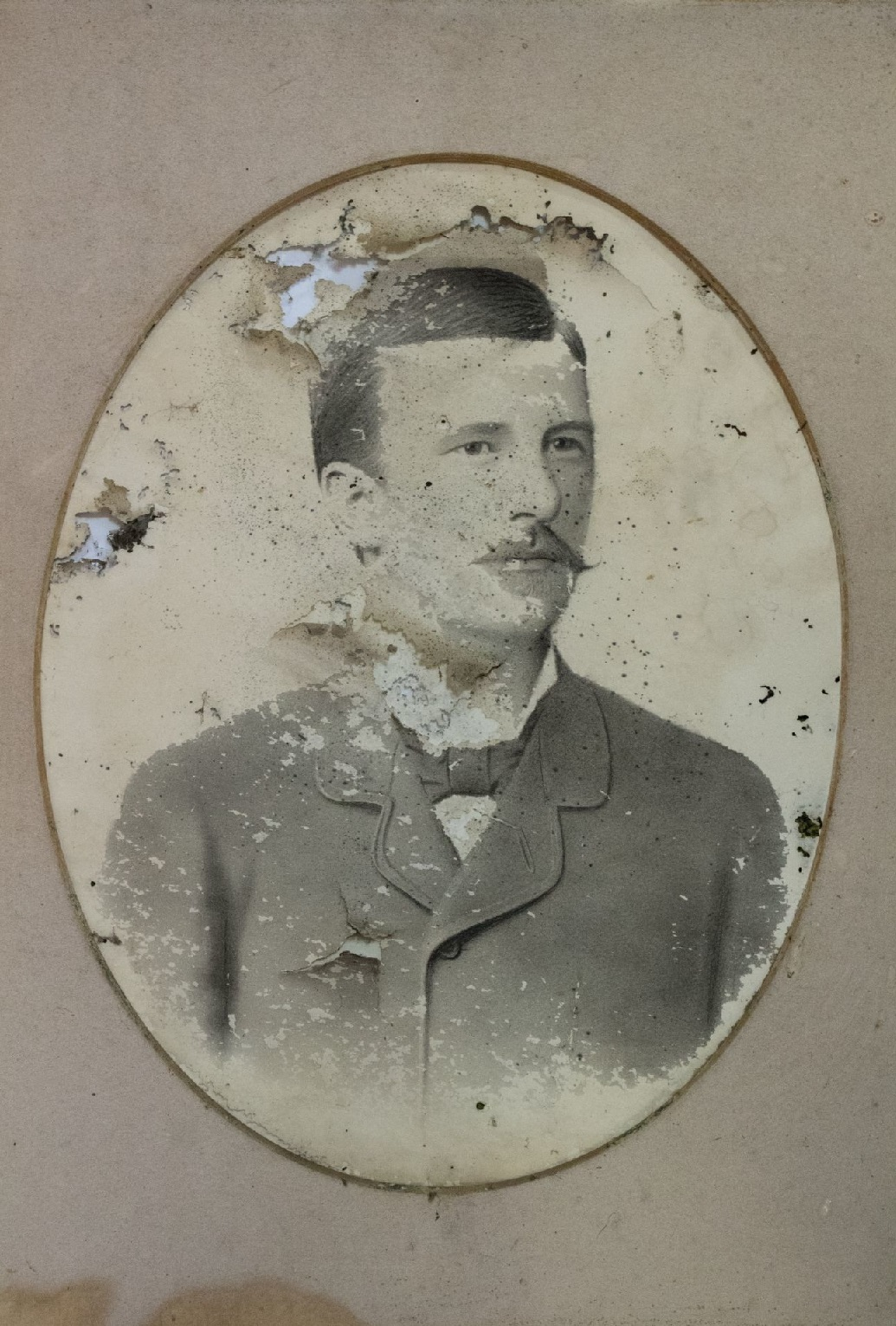
Boldogfai Farkas Imre (1811–1876), főszolgabíró, táblabíró, földbirtokos

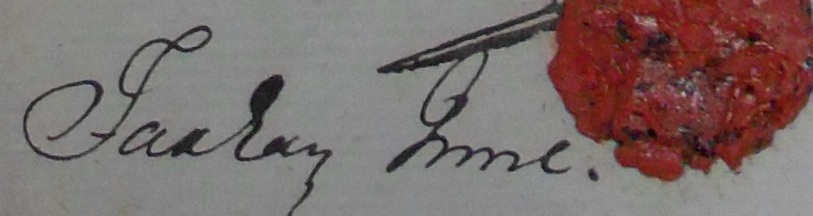
Boldogfai Farkas Imre (1811–1876), főszolgabíró, táblabíró, földbirtokos aláírása és címeres viaszpecsétje. Kelt: 1840 június 19-én

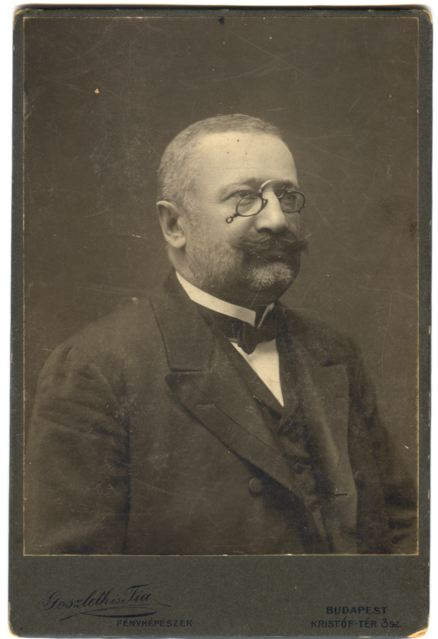
Boldogfai Farkas József (1857–1951), politikus, országgyűlési képviselő

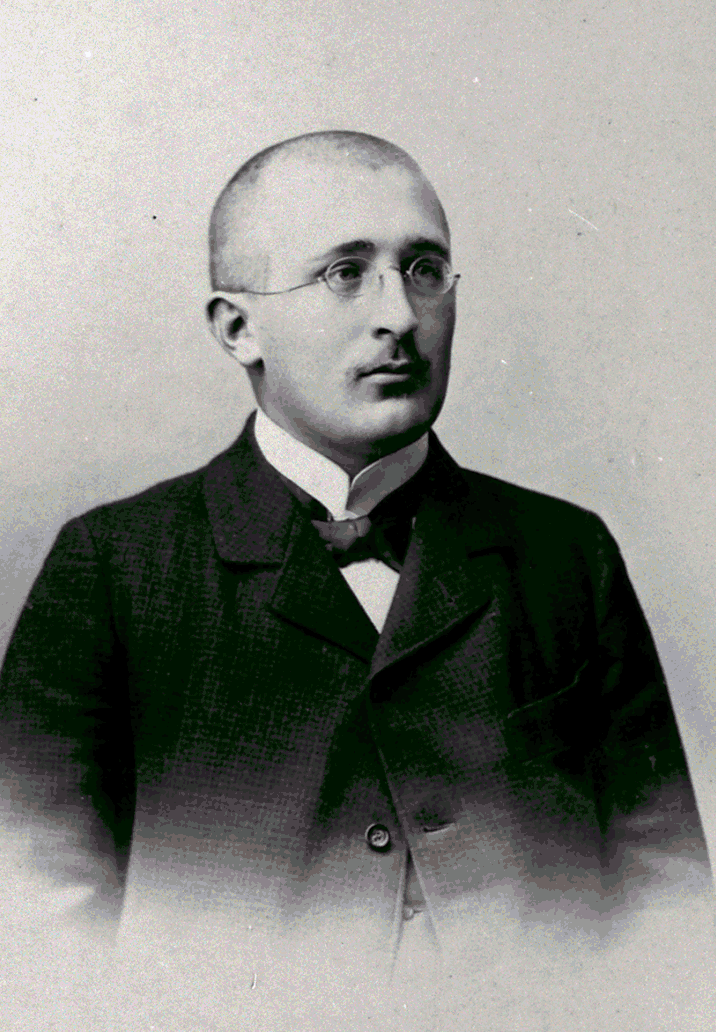
Boldogfai Farkas Kálmán (1880–1944), felsőbagodi földbirtokos, zalaszentgróti főszolgabíró

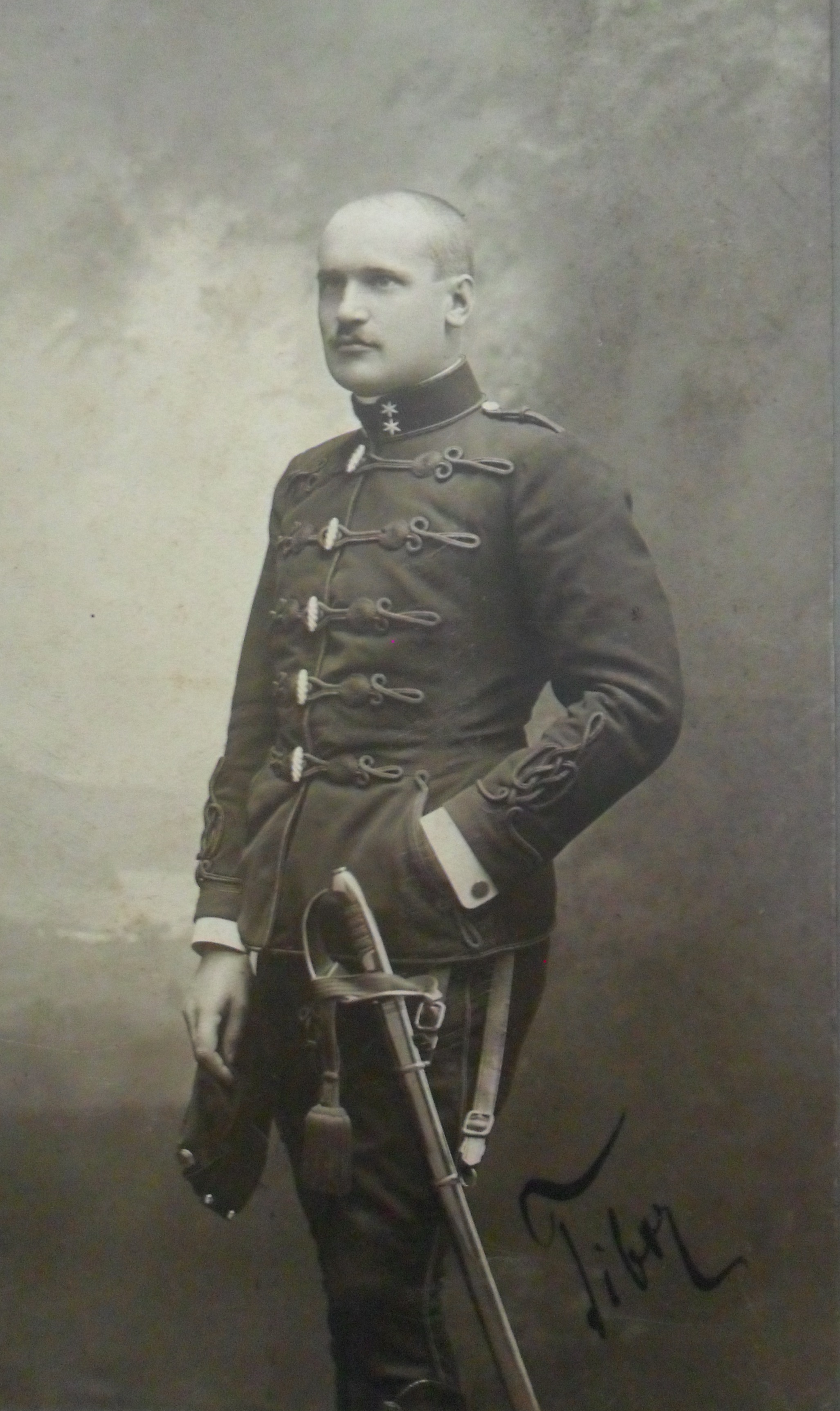
Dr. boldogfai Farkas Tibor (1880–1940), jogász, országgyűlési képviselő, földbirtokos, tartalékos huszárkapitány

Boldogfai Farkas Dénes (1884–1973), gazdálkodó, politikus és országgyűlési képviselő, 1956-ban a Demokrata Néppárt korelnöke

Dr. udvardi és básti Udvardy Jenő (1880–1941) kormány-főtanácsosné boldogfai Farkas Margit (1888–1972)

A korábban említett boldogfai Farkas János (1741–1788) Zala vármegyei Ítélőszék elnökének ("Inclyti Sedis Iudiciaria Comitatus Szaladiensis Praeses"), Zala vármegye főjegyzőjének, és lovászi és szentmargitai Sümeghy Juditnak (1754–1820) a legidősebb fia boldogfai Farkas János Nepomuk (1774–1847), táblabíró, zalai helyettes alispán, földbirtokos. Farkas János Nepomuk elnökként szolgált a zalai számvevői törvényszéken 1826-tól 1827-ig, majd 1827-től 1828-ig, 1831-ben, 1837-ben, 1838-ban és 1839-ben is. 1833-tól helyettes zalai első alispán volt, amikor Deák Ferencet, az akkori zala vármegye helyettes első alispánját, országgyűlési követté választották. Farkas János felesége a tekintélyes zalai nemesi származású besenyői és velikei Skublics család sarja besenyői és velikei Skublics Angéla (1777–1848), akinek a szülei Skublics János (1738–1808), táblabíró, földbirtokos, és zalalövői Csapody Erzsébet (1739–1781) voltak. Az apai nagyszülei besenyői és velikei Skublics Sándor, földbirtokos és lukafalvi Szarka Anna (1711–1789) voltak; az anyai nagyszülei zalalövői Csapody Ferenc (1689–1762) Vas vármegye főszolgabírája, nagyszombati kerületi táblai ülnök, földbirtokos és szentviszlói Deseő Mária voltak. Farkas János Skublics Angéla bátyja, besenyői és velikei Skublics Imre (1771–1830), Zala vármegye főjegyzője, táblabíró, költő, földbirtokos volt.
Farkas János (1774–1847), táblabíró a családja ősi birtokát, Boldogfát, az öccsének boldogfai Farkas Ferenc (1779–1844) táblabírónak hagyta, aki 1825-ben 46 évesen házasodott meg először agglegénységét elhagyván. 1823. június 3-án, Farkas János, az egyedülálló, gyermektelen testvérei és a saját gyermekei terheit felvállalván, örök jogon eladta a söjtöri, tófeji és pusztaszentlászlói osztályába jutott rész jószágokat. Felesége Skublics Angéla eladta a Skublics családjától örökölt birtokait és a házaspár összesen 42000 forintért közösen megvásárolta báró kissenyei Sennyey Károly (1787–1841) császári és királyi kamarástól az alsó- és felső bagodi, valamint a hagyárosi földbirtokát, rétjeivel, jobbágyaival együtt. A Mária Terézia kori úrbérrendezés szerint, ezek a birtokok összesen 203 úrbéri holdból állt, valamint 9 jobbágy és 3 zsellér lakott rajta. Ezek után, odaköltözött Farkas János és neki Skublics Angéla gyermekeivel együtt. Az 1829-es nemesi összeírásban, már természetesen szerepelt mint a települések egyik földbirtokosa.
Farkas János és Skublics Angéla egyik gyermeke Farkas Imre (1811–1876) Zala megye táblabírája, főszolgabírája, földbirtokos, aki későn nősült meg a kispolgári származású Horváth Alojziával (1831–1919) és 1876-ban halt meg Alsó-Bagodon 60 éves korában. Farkas Imre a Zalavármegyei Gazdasági Egyesület egyik alapító tagja volt. A másik fia Farkas János Nepomuknak és Skublics Angélának ifjabb boldogfai Farkas János (1813–1858), földbirtokos, az egerszegi járás gyámi szolgabírája volt; ifjabb Farkas János 1834-ben végezte a jogi tanulmányait a Győri királyi jogakadémián. Ifjabb Farkas János felesége, az alsóhahóti születésű baranyavári Baranyay Julianna Petronella (1822–1892) volt. Farkas Jánosné Baranyay Julianna baranyavári Baranyay Menyhért (1795–1868), táblabíró, királyi postamester és boldogfai Farkas Julianna (1796–1825) lánya volt; ez a baranyavári Baranyay Menyhértné boldogfai Farkas Julianna pedig boldogfai Farkas Ignác és Svastics Julianna frigyéből született.
Farkas Imre (1811–1876) főszolgabírónak Horváth Alojziától (1831–1919) három fiúgyermeke született: boldogfai Farkas Imre (1860–1895) hagyárosi földbirtokos; boldogfai Farkas Gábor (1863–1925) alsóbagodi földbirtokos, aki sose nősült meg; és utolsóként boldogfai Farkas József (1857–1951) országgyűlési képviselő, söjtöri földbirtokos és politikus volt. Boldogfai Farkas Imre (1860–1895) hagyárosi földbirtokos a nemesi származású nemesvitai Viosz családból való nemesvitai Viosz Máriát (1863–1935), nemesvitai Viosz Lajos (1836–1869), földbirtokos és nemesnépi Marton Zsófia (1842–1900) lányát vette feleségül; Farkas Imre és Viosz Mária egyetlen lánya és örököse boldogfai Farkas Margit (1888–1972), akinek a férje, dr. udvardi és básti Udvardy Jenő (1880–1941) kormányfőtanácsos, jogász, a zalaegerszegi ügyvédi kamara elnöke, Zalaegerszeg megyei város tiszti főügyésze volt. Udvardy Jenő szülei udvardi és básti Udvardy Vince (1854–1922), Zalaegerszeg városi képviselő-testületének a tagja, a zalaegerszegi állami főgimnáziumi tanára, Zala vármegye törvényhatósági bizottságnak a tagja, és a nagylengyeli születésű strauszenbergi Strausz Borbála Margit (1861–1952) voltak. Udvardy Vincené Strausz Borbála anyja, a boldogfai Farkas család másik ágából származó boldogfai Farkas Krisztina (1837–1883), strauszenbergi Strausz Sándor (1831–1922) nagylengyeli földbirtokos felesége volt.
Boldogfai Farkas József (1857–1951) jelentős politikai szerepet játszott amikor a Katolikus Néppárt megalakult. Zichy Aladár gróf és Zichy Nándor gróf mellett tevékenyen dolgozott és végül 4 ízben választották meg országgyűlési képviselővé a katolikus néppárti programmal Zalában. Amikor 1909-ben gróf Batthyány Pál zalai főispán lemondását ismertették, és Farkas József volt az egyik főispáni jelölt, azonban ő hivatalosan jelentette ki azt, hogy nem vállalja a főispánságot. 1910-ben boldogfai Farkas József ismét országgyűlési képviselő jelölt lett a Katolikus Néppárti programmal, azonban ellenfele gróf Batthyány Pál volt főispán volt a Függetlenségi és Negyvennyolcas Párt programjával. A népszerű grófot, aki a nagy támogatással rendelkező politikai párttal jelölte magát végül zalaegerszegi kerületi országgyűlési képviselővé választották: ezentúl Farkas József nem politizált tovább. Boldogfai Farkas József házastársa, a tekintélyes zalai nemesi származású lovászi és szentmargitai Sümeghy család sarja lovászi és szentmargitai Sümeghy Rozália (1857–1924), lovászi és szentmargitai Sümeghy Ferenc (1819–1869) táblabíró, söjtöri földbirtokos, főszolgabíró, országgyűlési képviselő, és séllyei Séllyey Magdolna (1822–1901) lánya volt. A Sümeghy család kihalásával az 1920-as években, boldogfai Farkas József és gyermekei örökölték egy jelentős részét a vagyonnak, egy söjtöri birtokot is beleértve.
A másodszülött fia boldogfai Farkas József (1857–1951) országgyűlési képviselőnek és lovászi és szentmargitai Sümeghy Rozáliának (1857–1924) dr. boldogfai Farkas Tibor (1883–1940) jogász, ügyvéd, bagodi földbirtokos volt, aki a Cambridge Egyetemen doktorált le. A zalai jogi nagy tudós több ízben utazott vissza vendégségbe az angol egyetemre előadásokat tartani a magyar jogról, és legitimista képviselőként 1922-től 1935-ig országgyűlési képviselőként szolgált. Farkas Tibor felesége, a zalamegyei nemesi származású pálfiszegi Pálffy család sarja pálfiszegi Pálffy Judit (1906–1993), pálfiszegi Pálffy László (1872–1946) pacsai főszolgabíró, földbirtokos, és véssei Véssey Ilona (1882–1956) leánya volt. Az apai nagyszülei pálfiszegi Pálffy Elek (1840–1895), pölöskefői földbirtokos és kiskoltai Koltay Karolin (1848–1873) voltak; az anyai nagyszülei véssei Véssey László (1852–1897), földbirtokos és nedecei Nedeczky Emília (1859–1944) voltak. Boldogfai Farkas Tibor és pálfiszegi Pálffy Judit házasságából egy fiú- és egy leánygyermeke született. Farkas Tibor és családja az utolsó tulajdonosai voltak az alsóbagodi boldogfai Farkas nemesi kúriának, amely eredetileg nagybátyjáé, boldogfai Farkas Gáboré volt. A kúria 1986 óta Bagod község faluháza lett.
Farkas Tibor öccse boldogfai Farkas Dénes (1884–1973) politikus, országgyűlés képviselő, 1956-ban részt vett a forradalomban, amikor 1956. november 1-jén a Kossuth Rádióban felhívást tett közzé a DNP újjászervezésére. Farkas Dénes felesége, szentjánosi Szűcs Mária (1891–1956), szentjánosi Szűcs István (1862–1925), huszár alezredes, és szentmártoni Radó Mária (1868–1945) lánya volt. Az apai nagyszülei idősebb szentjánosi Szűcs István (1827–1890), földbirtokos, és nagyszigeti Szily Vilma (1831–1920) voltak; az anyai nagyszülei szentmártoni Radó Ignác (1807–1877), földbirtokos, Vas vármegyei főszolgabíró, és ajkai Ajkay Cecília (1821–1885) voltak. Boldogfai Farkas Dénes és szentjánosi Szűcs Mária frigyéből egy fiú- és egy leánygyermeke született: boldogfai Farkas Irma (1913–1997), akinek a férje, dr. Újlaki Andor (1900–1974) győri újságíró, és boldogfai Farkas Ferenc. A legidősebb testvére Tibornak és Dénesnek, az agglegény boldogfai Farkas Kálmán (1880–1944), zalaszentgróti főszolgabíró volt, aki a bagodi birtokán gazdálkodott.

### Ferenc és Joó Borbála ága

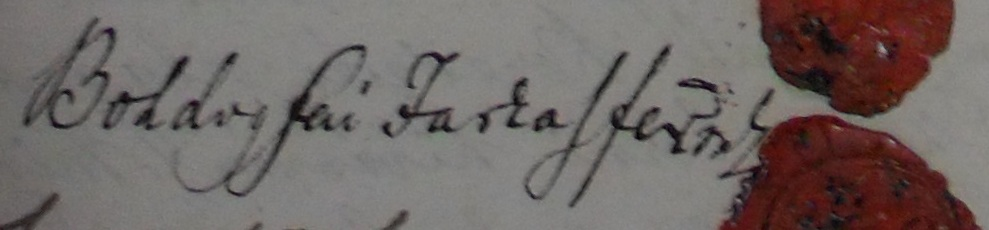
Boldogfai Farkas Ferenc (1779–1844), jogász, Zala vármegye táblabírája, földbirtokos aláírása és címeres viaszpecsétje. Kelt: 1828 március 19-én

Boldogfai Farkas János (1741–1788), Zala vármegyei Ítélőszék elnökének ("Inclyti Sedis Iudiciaria Comitatus Szaladiensis Praeses"), Zala vármegye főjegyzőjének és lovászi és szentmargitai Sümeghy Juditnak (1754–1820) a legkisebb fiúgyermeke boldogfai Farkas Ferenc (1779–1844), táblabíró, jogász, földbirtokos volt. Farkas Ferenc 1801-ben végezte a jogi tanulmányait a Győri királyi jogakadémián, és a családi földbirtokon gazdálkodott; Farkas Ferencnek az 1841-es nemesi földbirtokok összeírása szerint a zalaboldogfai földbirtokán kívül, Andráshidán, Hagyároson és Felsőbagodon is birtokos volt, valamint közösen bírta testvéreivel együtt a salomvári földbirtokot illetve a boldogfai Farkas féle felsőbagodi malmot is. Farkas Ferenc táblabíró igen későn vette el a nála 38 évvel fiatalabb perenyei születésű második feleségét Joó Borbálát (1811–1881), Joó János (1781–1863), kőszegszerdahelyi szabómester, és Lintner Helena (1794–1817) lányát, aki öt gyermekkel áldotta meg őt. Boldogfai Farkas Ferencné Joó Borbála korán megözvegyült és az árvái neveléséről kellett egyedül gondoskodnia.
Özvegy boldogfai Farkas Ferenc táblabíróné Joó Borbála (1811–1881) megtartotta a zalaboldogfai ősi földbirtokot kúriájával együtt, és egyedül nevelte fel az öt gyermekét, hivatalosan ő lett a gyámjuk is. Vagyona gyarapítása érdekében, a fiatal özvegy 1857. június 9-én 4 év pereskedés után megállapodást kötött a lovászi és szentmargitai Sümeghy családdal miután megkísérelte érvényesíteni az állítólagos jogait a közösen bírt söjtöri erdő fölött. Az alperes, lovászi és szentmargitai Sümeghy Ferenc (1819–1869), az elhunyt Farkas Ferenc unokatestvére, aki ezt a követelést elutasította leánytestvérei nevében is. Farkas Ferencné Joó Borbála anyósa, Sümeghy Judit és öccse Sümeghy József zalai alispán közti 1806. május 12-én kötött osztályos megállapodást Sümeghy Ferenc nem ismerte el.
Farkas Ferencné Joó Borbála három lánya helyi köznemesi urakhoz mentek férjhez: boldogfai Farkas Krisztina (1837–1883) férje, strauszenbergi Strausz Sándor (1831–1922), Zala vármegye bizottsági tag, zalai esküdt, körjegyző, a zalamegyei gazdakör tagja, nagylengyeli földbirtokos; boldogfai Farkas Franciska (1840–1872), tótfalusi Tóth Benedek (1825–1883), 1848-as főhadnagynak, földbirtokosnak a felesége, és boldogfai Farkas Amália (1843–1907), akinek a férje nemes Török Sándor (1833–1914), uradalmi gazdatiszt, közbirtokos, földbirtok haszonbérlő; Török Sándor egy nagyunyomi közbirtokos nemesi családnak a sarja volt, aki fiatal korában gazdasági tiszti állást szerzett a pusztaszentmihályi hercegi Batthyány uradalmában, majd Boldogfán közbirtokos lett felesége révén. Török Sándor szülei nemes Török Antal (1806–1873), uradalmi gazdatiszt, közbirtokos és nemes Menyhárd Klára (1813–1855) voltak. Farkas Franciskának a férje tótfalusi Tóth Benedek, egy rábahídvégi közbirtokos nemesi családnak a sarja volt, akinek a szülei tótfalusi Tóth János és kisölbei Eölbey Jozefa voltak. 

#### László és Baranyay Lujza alága
Farkas Ferenc és Joó Borbála egyik fia boldogfai Farkas László (1842–1901), vármegyei írnok, földbirtokos, aki 1866. január 15-én Teskándon vette feleségül kurtakeszi Baranyay Lujzát (1848–1898), kurtakeszi Baranyay József (1809–1855), ügyvéd, táblabíró, uradalmi ügyész, teskándi földbirtokosnak, valamint tornai és bozsóki Karácsonyi Teréziának (1827–1888) a lányát. Boldogfai Farkas Lászlóné kurtakeszi Baranyay Lujzának az apai nagyszülei kurtakeszi Baranyay László (1775–1847) teskándi földbirtokos, és nemes Korenika Anna (1781–1818) voltak; az anyai nagyszülei tornai és bozsóki Karácsonyi Adalbert, tornai földbirtokos, és cakóházi és dőri Gyapay Katalin voltak. Farkas László és Baranyay Lujza frigyéből egy leány- és három fiúgyermek érte el a felnőttkort: boldogfai Farkas József (1866–1927), MÁV főellenőr, Csongrádon, 1896. november 7-én feleségül vette a nemesi származású borszörcsöki Egressy Gizella (1874–1973) lett. Farkas Józsefné Egressy Gizella szülei idősebb borszörcsöki Egressy László (1833–1914), posta- és távírda főtiszt és kiscsepcsényi Sántha Regina (1836–1908) voltak. Farkas József MÁV főellenőr 1915-ben a hadiforgalom terén teljesített kitűnő szolgálataik elismeréséül a koronás arany érdemkeresztet a vitézségi érem szalagján szerezte meg adományban. Farkas József MÁV főellenőr és borszörcsöki Egressy Gizella frigyéből született: boldogfai Farkas Klára (1898–1944) magyar festő- és iparművész, leánygimnáziumi tanár, akinek a férje, Kovács Jenő József (1889–1961), festőművész; boldogfai Farkas Zsuzsanna (1902– ?), akinek a férje, a saját apai nagybátyja, boldogfai Farkas Imre (1882– † ?) magyar költő, a dombóvári takarékpénztár vezérigazgatója; valamint boldogfai Farkas Györgyi (1900–1973), akinek a férje, vitéz Földváry Béla Lajos (Szül: Finger Béla Lajos) (1886–1969) reálgimnáziumi tanára, a Dombóvári Társaskör tagja, csillagász, geológus, barlangkutató.
Boldogfai Farkas László és kurtakeszi Baranyay Lujza egyik lánya boldogfai Farkas Lujza (1870–1933), akinek a férje Cságoly József (1884–1918), magyar királyi tartalékos hadnagy, az Amerikai Magyar Népszava 48.sz. syracusei osztály pénztárnoka, az Első Magyar Társ. és Bs. Egylet syracusei osztály titkára. Cságoly Józsefnek a szülei idősebb Cságoly József (1861–1931), kaposvári állami elemi iskola igazgató-tanító, Somogy vármegye törvényhatósági bizottságának a tagja, a Széchényi Társaskör elnöke, valamint Maronics Anna (1864–1925) voltak. Cságoly József és Farkas Lujza az Amerikai Egyesült Államokba távoztak és Syracuse-ban telepedtek le, ahol született a közös gyermekük Cságoly Tibor (1910–2006) magyar katonatiszt, ezredes, sportlövő bajnok, az Imahadjárat megindítója. Cságoly József váratlan halála miatt özvegye boldogfai Farkas Lujza és gyermeke Cságoly Tibor 1920-ban kényszerültek visszaköltözni a Magyar királyságba.
Boldogfai Farkas László és kurtakeszi Baranyay Lujza frigyéből származó egy másik fiúgyermek boldogfai Farkas Kálmán (1875–1949) vasúti állomás elöljáró, aki Szombathelyen 1903. május 2-án feleségül vette a polgári származású Peterdi Arankát (1877–1963). Boldogfai Farkas Imréné Peterdi Arankának a szülei Peterdi Ferenc (1845–1914), nagykanizsai vasúti felügyelő, aki eredetileg a "Petró" név alatt született, és Damborschitz Krisztina (1848–1878) voltak. Farkas Kálmán és Peterdi Aranka frigyéből született boldogfai Farkas Imre (1907–1965) magyar festőművész, grafikus, boldogfai Farkas Ilona (1904–1933), boldogfai Farkas Margit (1906–†?), akinek a férje Kamarell Géza (1903–1956) asztalosmester, valamint boldogfai Farkas Irén (1910–†?), festőművész, tanító, eszperantista, akinek a férje Erdős József (1906–1944) festőművész, a KIMSZ, és a KMP tagja.
Boldogfai Farkas László és kurtakeszi Baranyay Lujza legifjabb gyermeke boldogfai Farkas Imre (1882– † ?) költő, a dombóvári takarékpénztár vezérigazgatója, aki a saját unokahúgát boldogfai Farkas Zsuzsanna (1902– ?) kisasszonyt, boldogfai Farkas József és Egressy Gizella lányát vette el 1923. május 23.-á Alsóbagodban.

#### Ferenc és Marton Zsófia alága

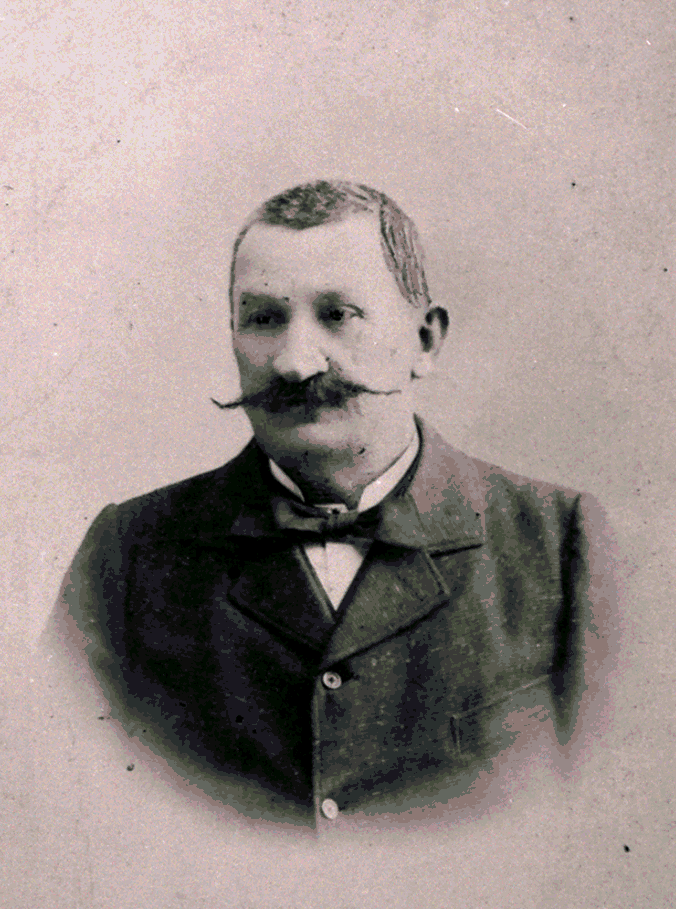
Boldogfai Farkas Ferenc (1838–1908) andráshidai földbirtokos és Zala vármegye számvevője, pénzügyi számellenőre

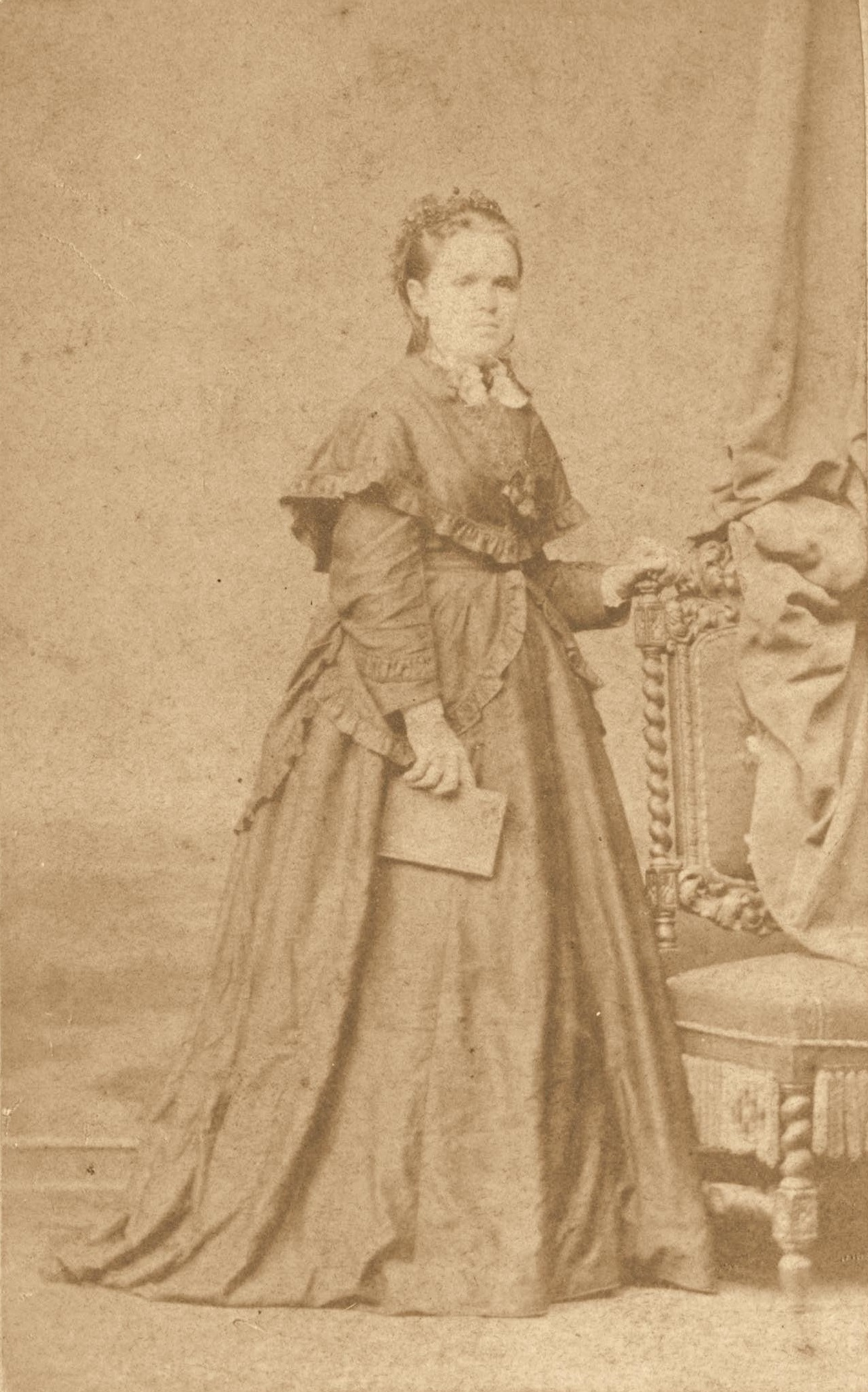
Boldogfai Farkas Ferencné nemesnépi Marton Zsófia (1842–1900) nemesvitai Viosz Lajos özvegye

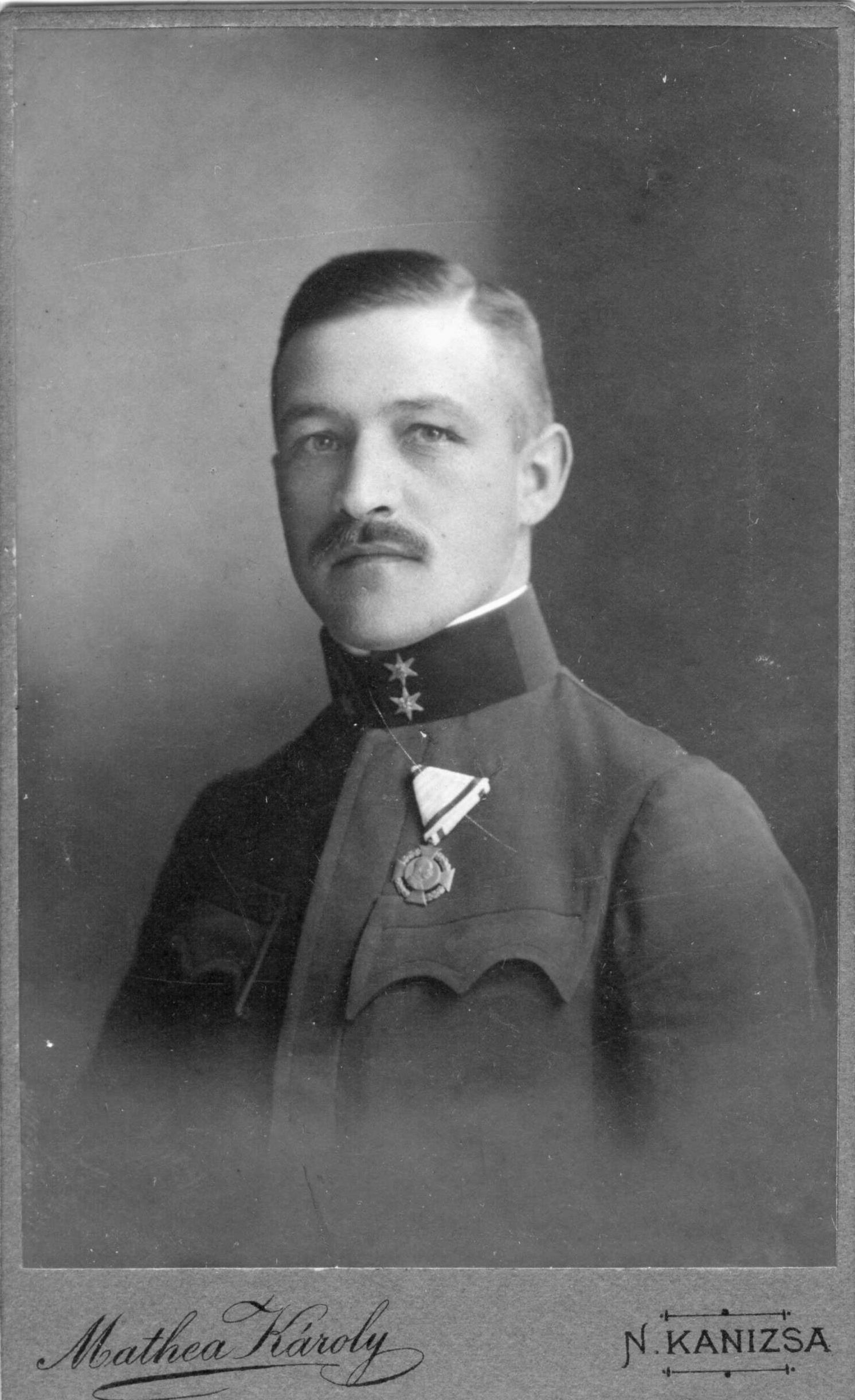
Vitéz boldogfai Farkas Sándor (1880–1946) császári és királyi ezredes, az Osztrák Császári Vaskorona-rend lovagja. A Zala megyei Országos Nemzetvédelmi bizottság parancsnoka. 1935 és 1939 között Zala vármegye Vitézi Rend székkapitánya

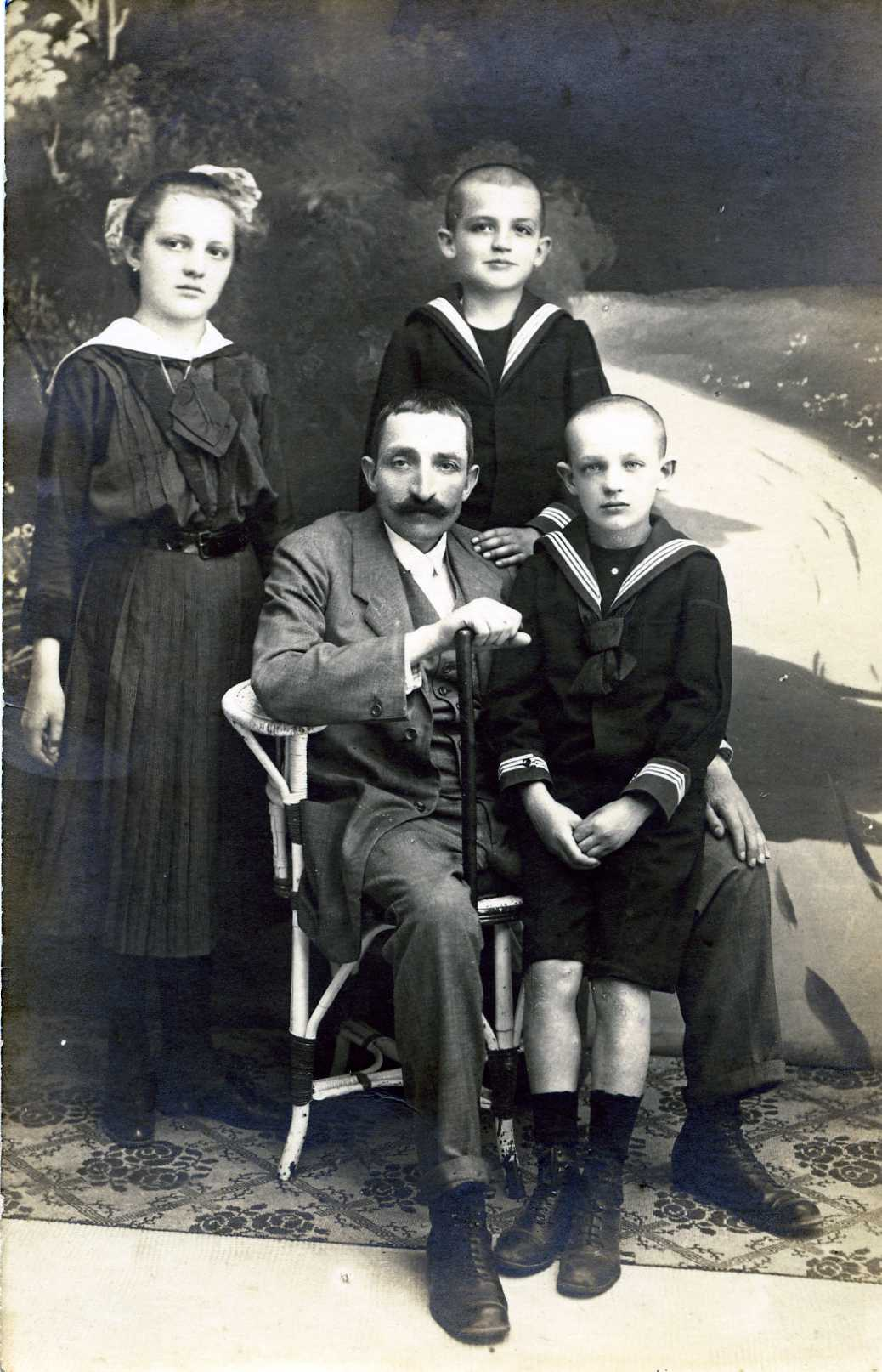
Dr. Boldogfai Farkas István (1875–1921) sümegi főszolgabíró és gyermekei: Margit, Endre és Gyula (az ölében)

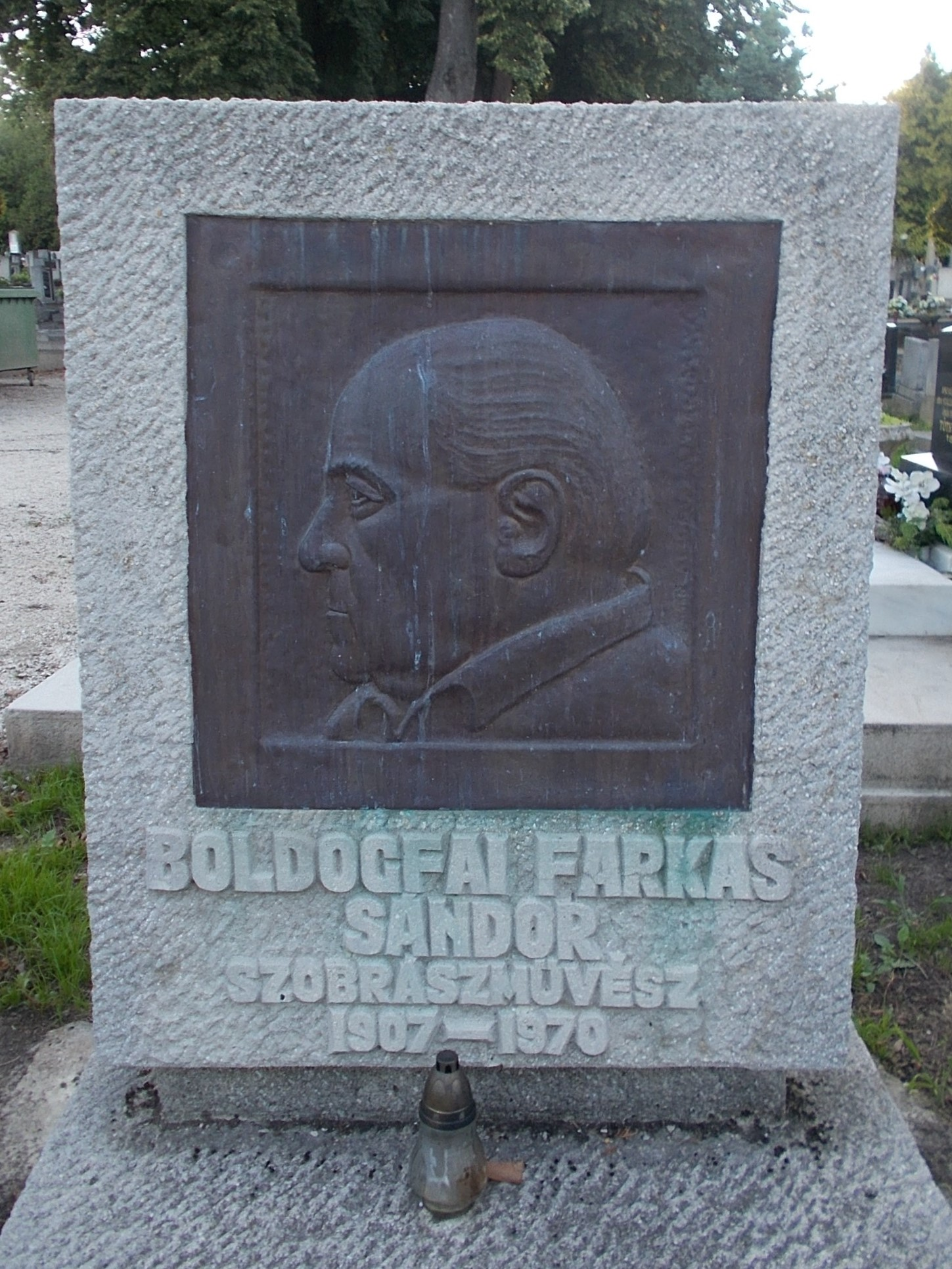
Boldogfai Farkas Sándor (1907–1970) magyar szobrász, éremművész

Farkas Ferenc táblabírónak és Joó Borbálának a legidősebb fiúgyermeke, boldogfai Farkas Ferenc (1838–1908) Zala vármegye számvevője, pénzügyi ellenőre, földbirtokos volt. Farkas Ferenc a zalamegyei Függetlenségi és Negyvennyolcas Párt tagja és lelkes támogatója, ugyanakkor fiatal kora óta a "Zala vármegye Gazdasági Egyesület" tagja is volt. Farkas Ferenc legjobb barátja a szomszéd andráshidai földbirtokos, a nemesi származású nemesvitai Viosz családból való nemesvitai Viosz Lajos (1836–1869), akivel gyakran ment vadászni. Viosz Lajos halála után özvegyét, az andráshidai birtokos nemesi származású nemesnépi Marton családból való nemesnépi Marton Zsófiát (1842–1900), boldogfai Farkas Ferenc vette el. Nemesnépi Marton Zsófia, nemesnépi Marton József (1797–1858) táblabíró, alszolgabíró, földbirtokos, és verbói Szluha Rozália (1816–1883) egyetlen lánya és örököse volt; Farkas Ferencné nemesnépi Marton Zsófia apai nagyszülei ifjabb nemesnépi Marton György (1767–1843), táblabíró, a zalalövői járás alszolgabírája, 1809-ben a zalai nemesi felkelésben alhadnagy, söjtöri és andráshidai birtokos, és a petrikeresztúri Patay családnak a sarja, Patay Rozália (1779–1845) voltak. Farkas Ferencné nemesnépi Marton Zsófia három elsőfokú unokatestvére a Söjtörön földbirtokos három nemesnépi Marton testvérnek: nemesnépi Marton György (1853–1900), söjtöri földbirtokos, Zala vármegye bizottsági tag, nemesnépi Marton László (1857–1915), Zala vármegye főpénztárnoka, földbirtokos, és nemesnépi Marton Rozália Terézia (1855–1933). Marton Zsófia három fiú- és egy lány gyermeket adott boldogfai Farkas Ferencnek.
Az egyik fiúgyermeke boldogfai Farkas Ferenc (1838–1908) Zala vármegyei számvevőnek, földbirtokosnak és nemesnépi Marton Zsófiának, boldogfai Farkas Lajos (1878–1930) volt, aki részt vett az I. világháborúban népfelkelő szakaszvezető címzetes őrmesterként. Korábban, gróf Festetics Jenő (1852–1933), herceg Festetics Tasziló öccse, 1905. augusztusban a csáktornyai uradalmába ispánná nevezte ki, ahol dolgozott közel egy évtizedig. Farkas Lajos első feleségétől, Margitai Eugéniától (1882–1908), Margitai József állami képzőintézeti igazgató, kormányfő-tanácsos lányától született egy fiúgyermeke: Boldogfai Farkas Sándor (1907–1970), szobrász- és éremművész. Első nejét 1934. szeptember 17-én Budapesten vette el; a menyasszony a régi háromszéki nemesi származású szotyori Nagy Julianna (Torda, Kolozs vármegye, 1907. február 1.–†?), akinek a szülei szotyori Nagy Mózes (1868–1943), ótordai református lelkész, városi tanácsos, és Barla Rozália (1881–1957) voltak; a gyermek nélküli házasságuk zátonyra futott és elváltak. Boldogfai Farkas Sándornak a második felesége a római katolikus nemesi származású léczfalvi Csákány Erzsébet (Budapest, 1908. február 21.–Budapest, 1970. január 6.) úrhölgyet, akinek a szülei léczfalvi Csákány Zsigmond és Lányi Julianna (1880–1963) voltak.
Boldogfai Farkas Sándor szobrászművésznek a művei közül Apor Vilmos síremléke Győrben, a Szűz Mária szobor a Pasaréti téren és Szent Imre szobra a budapesti Szent István Bazilikában található. Boldogfai Farkas Lajos csáktornyai uradalmi ispánnak a második neje, a pósfai Horváth család sarja, pósfai Horváth Irma (1885–1959); szülei pósfai Horváth János (1839–1923), a Magyar királyi államvasutak gépgyárának az igazgatója, a Ferenc József-rend lovagja, földbirtokos, és forintosházi Forintos Irma (1860–1916) voltak. Farkas Lajost pósfai Horváth Irma több gyermekkel áldotta meg: boldogfai Farkas György (1924–1988) pécsi főiskolai docens, Baranya megyei tornaszövetség elnöke, testnevelő tanár, tankönyv író, akinek a neje, doliánszki Dulánszky Ágnes, közeli rokona doliánszki Dulánszky Nándor (1829–1896) pécsi püspöknek; nővére, boldogfai Farkas Mária (1911–2000), Ispánki József szobrászművésznek a felesége, valamint boldogfai Farkas Lajos (1910–1989) okleveles vegyész, honvéd zászlós, aki 1958-ban elvette az elvált derzsi és besztercebányai Sártory Magdolna (1911–1978) asszonyt, akinek a szülei derzsi és besztercebányai Sártory Antal (1862–1919), pénzügyi főtanácsos, és Takszner Jolán (1879–1966) voltak. Az apai nagyszülei derzsi és besztercebányai Sártory Antal (1829–1896), pénzügyminiszeriumi tanácsos, az országos kataszteri felmérési igazgató, és sauloveci Kiss Regina (1840–1912) voltak. Boldogfai Farkas Lajosné Sártory Magdolna első férje idősebb kezdivásárhelyi Jancsó Béla (1896–1977), festőművész volt.
Boldogfai Farkas Ferenc (1838–1908) Zala vármegyei számvevőnek, földbirtokosnak és nemesnépi Marton Zsófiának (1842–1900) az egyetlen leánygyermeke, boldogfai Farkas Zsófia (1884–1948), tekintélyes asszonyság volt a zalaegerszegi társadalomban, aki hosszú éveken át elnöke volt a helyi katolikus nőegyletnek és Pehm József plébános mellett tevékenykedett. Farkas Zsófia férje, a zalaegerszegi születésű polgári származású Fangler Béla, nemzetgyűlési képviselő volt. Fangler Béláné Farkas Zsófiának egy másik fiútestvére, vitéz boldogfai Farkas Sándor (1880–1946), ezredes volt; az Első Világháborúban vett részt és később, 1935 és 1939 között a "Zala vármegye vitézi rend" székkapitánya, valamint a Zala megyei Országos Nemzetvédelmi bizottság parancsnoka volt. Farkas Sándor felesége a nemesi származású adorjánházi Csomasz Katalin (1897–1964) asszony, akinek az apja a református felekezetű adorjánházi Csomasz Béla (1865.–†?), ügyvéd, veszprémi királyi törvényszéki aljegyző, a Veszprém vármegyei Függetlenségi és Negyvennyolcas Párt elnöke, és anyja a római katolikus Pap-Kovács Irén (1876–1939) volt. A két világháború közti korszakban vitéz boldogfai Farkas Sándor ezredesné adorjánházi Csomasz Katalin 1940. május 5-étől a „Baross Női Tábor” zalai fiókjának az alapító elnök-asszonya, valamint 1940. február 17-étől az "Országos Vörös Kereszt Egyesület" a Zala megyei fiókjának társelnöke is volt; vitéz Farkas Sándorné Csomasz Katalin úgyszintén aktív tagja is volt a Magyar Asszonyok Nemzeti Szövetségé-nek (MANSZ). Farkas Sándor és Csomasz Katalin frigyéből két fiúgyermek született: vitéz boldogfai Farkas Lóránd, és boldogfai Farkas Tamás. Boldogfai Farkas Tamás (1928–2009) feleségül vette técsői Móricz Évát (1931–2015), akinek a szülei vitéz técsői Móricz István (1897–1960), a Felsőház tagja, a Triesti Általános Biztosító Intézet vezérigazgatója, és bikoli Horváth Borbála voltak. Boldogfai Farkas Tamásné técsői Móricz Évának az apai nagyszülei técsői Móricz Pál (1869–1918), cs. és kir. kamarás, esztári földbirtokos, és szunyogi Szunyogh Borbála voltak; az anyai nagyszülei dr. bikoli Horváth Tivadar (1869–1928), bankigazgató, ügyvéd, és ugornyai Robitsek Alice (1876–1959) voltak. Boldogfai Farkas Tamásnéné técsői Móricz Évának az apai dédszülei técsői Móricz Pál (1826–1903), a Szabadelvű Párt országgyűlési képviselője, földbirtokos, a debreceni református egyházmegye segédgondnoka és mezőtelegdi Miskolczy Borbála (1833–1913) voltak.
Boldogfai Farkas Ferenc (1838–1908) Zala vármegyei számvevőnek, földbirtokosnak és nemesnépi Marton Zsófiának (1842–1900) a legidősebb fiúgyermeke, dr. Boldogfai Farkas István (1875–1921) sümegi főszolgabíró, és a veszprémi egyházmegyéhez tartozó, 33 községből álló sümegi járásnak volt felelős vezetője, elsőfokú rendőrbírája. Első felesége, a nemesi persai Persay családból való persai Persay Erzsébet (1885–1913), akinek a szülei persai Persay Gyula (1855–1924) novai gyógyszerész, földbirtokos, zalamegyei bizottsági tagja, a "Nova és Vidék Takarék Pénztár" vezérigazgatója, a zalamegyei Függetlenségi és Negyvennyolcas Párt novai főfelügyelője, és a nemeskéri Kiss családból való nemeskéri Kiss Erzsébet (1867–1888) voltak. Farkas Istvánné Persay Erzsébet apai nagyszülei persai Persay János (1813–1870), áporkai földbirtokos, a Lovaregylet tagja, és tornóci Szalay Terézia (1819–1857) voltak. Farkas István és Persay Erzsébet házasságából két fiú- és egy leánygyermek született: dr. forintosházi Forintos Györgyné boldogfai Farkas Margit (1905–1990); a legidősebb fiú boldogfai Farkas Gyula (1907–1938) főhadnagy volt; öccse, boldogfai Farkas Endre (1908–1994), vezérkari őrnagy volt a második világháború idején. Persay Gyula anyai ági felmenői között az ősrégi Árpád-korig visszanyúló nemesi származású bicskei Bitskey család volt. Dr. boldogfai Farkas István főszolgabírónak a második felesége a pósfai Horváth család sarja pósfai Horváth Johanna (1883–1919) asszony lett; boldogfai Farkas Istvánné pósfai Horváth Johanna leánytestvére volt boldogfai Farkas Lajosné pósfai Horváth Irmának, tehát szülei szintén pósfai Horváth János (1839–1923), a Magyar királyi államvasutak gépgyárának az igazgatója, a Ferenc József-rend lovagja, földbirtokos, és a tekintélyes zalai nemesi forintosházi Forintos családból való forintosházi Forintos Irma (1860–1916) voltak.
Boldogfai Farkas István főszolgabíró és pósfai Horváth Johanna házasságából több gyermek született, de csak egy érte el a felnőttkort: boldogfai Farkas István Sándor (1918–1975), főhadnagy. 1938. április 2-án bátyja, boldogfai Farkas Gyula (1907–1938) főhadnagy, a Háros-szigeti műszaki gyakorló téren felügyelt egy fegyver bemutatást, amelyen egy katona rosszul aktívált egy aknát; Farkas Gyula sietve kivette a kezéből, hogy minél messzire hajítsa el a tömegtől, azonban az akna felrobbant és azonnal Farkas Gyula fej és szív sérüléseibe belehalt. Farkas Gyula 1937. szeptember 15-én Budafokon feleségül vette a celldömölki születésű Szepesvári Irén (1914–2008) kisasszonyt, akinek a szülei Szepesvári Ferenc (1887–1971), MÁV titkár, budafoki állomásfőnök, és Tóth Irén (1891–1969) voltak; Szepesvári Ferenc MÁV titkár eredetileg a "Stockinger" név alatt született 1934-ben belügyi minisztériumtól névváltoztatási engedélyt kapott és "Szepesvári" lett. Az apai nagyszülei idősebb Stockinger Ferenc (1862–1925), zalaegerszegi pénzügyi iróda főigazgató, és Szláby Apollónia (1863–1944) voltak. Az anyai nagyszülei Tóth Sándor (1857–1893), m. kir. adóhivatali ellenőr, valamint kövecsei és dancsházi Dancs Anna (1854–1924) voltak. Boldogfai Farkas Gyula és Szepesvári Irén rövid házasságából nem született gyermek; az özvegyasszony 1940. októberében férjhez ment kemecsei Kemechey Jenő katonatiszthez.
Boldogfai Farkas István (1875–1921) sümegi főszolgabíró és persai Persay Erzsébet fia, boldogfai Farkas Endre (1908–1994) vezérkari százados a jómódú ősrégi római katolikus nagypolgári származású Lenz családból való Lenz Klára Mária Herminát (1924–2013) vette feleségül 1942-ben Budapesten. Lenz Klára édesapja, a budapesti születésű Lenz József (1897–1965) nagykereskedő, földbirtokos, kereskedelmi tanácsos, tartalékos huszárszázados, bérház tulajdonos, aki a "Gyümölcsexportőrök és Importőrök Egyesülete" elnöke, valamint a "Déligyümölcskereskedők Egyesülete" alelnöke, a "Gyümölcs-, Zöldség- és Élelmiszer-kereskedők Országos Egyesülete" elnök-jelöltje volt; édesanyja, Lenz Józsefné Topits Klára (1901–1993), akinek az apja Topits Alajos József (1855–1926), a „Topits József Fia Első Magyar Gőztésztagyár” tulajdonosa, a Ferenc József-rend lovagja, az Országos Ipar Tanács tagja, az Országos Iparegyesület Igazgatóságának a tagja volt. E házasság révén, boldogfai Farkas Endre szerzett az 1576 holdas Szabolcs vármegyei Kocsordos földbirtokot és annak a kis kúriáját, amely Tiszadob mellett feküdt (Tiszadobhoz 1 154, Kesznyétenhez 422 kataszteri hold tartozott). A kocsordosi uradalom mellett, Farkas Endre és Lenz Klára egy 35 kataszteri holdas vámospércsi, valamint 459 kataszteri holdas újlétai földet birtokoltak. Összesen 2 070 kataszteri holdja volt a házaspárnak négy településen; ezzel a boldogfai Farkas család akkori legtehetősebb tagjává vált. Farkas Endre a nyilas párt elleni mozgalmakkal szimpatizált és a második világháború után kényszerült Venezuelába, Dél-Amerikába menekülni a családjával, ahol letelepedett és nőttek fel a gyermekei. Farkas Endre vezérkari őrnagy nővére, boldogfai Farkas Margit (1905–1990) pedig a mihályfai földbirtokos forintosházi Forintos család sarjának, dr. forintosházi Forintos György (1902–1958) igazságügyi minisztérium osztályfőnökének a felesége lett, aki dr. forintosházi Forintos Géza honvédelmi minisztériumi osztálytanácsos és Starmeg Paulina fia volt. Forintos György és Farkas Margit Forintos György 1956-os forradalmár szülei voltak. Boldogfai Farkas Endre (1908–1994) vezérkari őrnagy és Lenz Klára (1924–2013) unokája, a caracasi születésű boldogfai Farkas Ákos András, okleveles nemzetközi politológus, okleveles történész, genealógus, a Magyar Történelmi Családok Egyesülete genealógiai bizottságának a tagja, a Magyar Heraldikai és Genealógiai Társaságnak a tagja, a Magyarország Barátai Alapítványnak a tagja (Friends of Hungary Foundation), a Venezuelai-Magyar Egyesület (VEHU) tagja.

## A családi címer leírása
A boldogfai Farkas család címere (1690): „Reneszánsz pajzsban, kék udvarban, zöld mezőn jobbra futó természetes színű farkas. A sisakdísz: kiemelkedő vörös ruhás puskát tartó vitéz. Takarók: kék-arany és vörös-ezüst”.

## A család jelentősebb tagjai
- boldogfai Farkas János (c.1675-†1724), jogász, zalamegyei helyettes főszolgabíró, földbirtokos.
- boldogfai Farkas Ferenc (1713–1770), Zala vármegye alispánja, táblabíró, földbirtokos.
- boldogfai Farkas András (1740–1782) a lövői járás főszolgabírája, földbirtokos.
- boldogfai Farkas János (1741–1788), Zala vármegye főjegyzője, Zala vármegyei Ítélőszék elnöke, táblabíró, földbirtokos, ügyvéd
- boldogfai Farkas Ferenc (1742–1807), jezsuita szerzetes, nemesapáti plébános, veszprémi kanonok, táblabíró
- boldogfai Farkas László (1747–1796), táblabíró, a zalalövői járás alszolgabírója, földbirtokos.
- boldogfai Farkas Lajos (1752–1809), piarista pap, a kolozsvári egyetem rektora
- boldogfai Farkas János Nepomuk (1774–1847), Zala vármegye helyettes alispánja, táblabíró, földbirtokos.
- boldogfai Farkas Ferenc (1779–1844), földbirtokos, Zala vármegyei táblabíró
- boldogfai Farkas Imre (1811–1876), a zalaegerszegi járás főszolgabírája, táblabíró, földbirtokos.
- Boldogfai Farkas Ferenc (1838–1908) földbirtokos, Zala vármegye számvevője, pénzügyi számellenőre, földbirtokos.
- boldogfai Farkas József (1857–1951), politikus, képviselő, földbirtokos.
- Boldogfai Farkas Kálmán (1880–1944) zalai főszolgabíró, földbirtokos, megyebizottsági tag, vadász
- Dr. boldogfai Farkas István (1875–1921), a sümegi járás főszolgabírája
- Dr. boldogfai Farkas Tibor (1883–1940), politikus, országgyűlés képviselő, huszárkapitány, földbirtokos.
- vitéz boldogfai Farkas Sándor (1880–1946), katonatiszt, ezredes
- boldogfai Farkas Imre (1882–?), költő
- boldogfai Farkas Dénes (1884–1973), politikus, országgyűlési , földbirtokos.
- Boldogfai Farkas Margit, (dr. udvardi és básthi Udvardy Jenőné) (1888–1972), földbirtokos, a zalamegyei Magyar Nők Szentkorona Szövetségének az ügyvezető elnöke, a Göcseji Egyesület társelnöke.
- boldogfai Farkas Klára (1898–1944) festőművész
- Boldogfai Farkas Sándor (1907–1970) szobrászművész
- boldogfai Farkas Imre (1907–1965) festőművész, grafikus
- boldogfai Farkas Endre (1908–1994), vezérkari őrnagy
- boldogfai Farkas György (1924–1988) főiskolai docens, Baranya megyei tornaszövetség elnöke, testnevelő tanár, tankönyv író.
- boldogfai Farkas Ákos András, okleveles nemzetközi politológus, okleveles történész, genealógus, a Magyar Történelmi Családok Egyesülete genealógiai bizottságának a tagja, a Magyar Heraldikai és Genealógiai Társaságnak a tagja, a Magyarország Barátai Alapítványnak a tagja (Friends of Hungary Foundation), a Venezuelai-Magyar Egyesület (VEHU) elnökségi tagja.

## A családfa a 20. század első feléig
- A1 János (fl. 1582), kancsóci földbirtokos.
  - B1 Lukács, kancsóci földbirtokos.
    - C1 Mihály (fl. 1690–1717), kancsóci földbirtokos (az alsóőri Farkas család tovább vivője)
    - C2 Ádám (fl. 1690), kancsóci földbirtokos (az alsóőri Farkas család tovább vivője)
    - C3 Tamás, 1726-ban nemességét igazolja Hódoson, Vas vármegyében (az alsóőri Farkas család tovább vivője)

  - B2 Péter (fl. 1653) Zalabaksán házasodott, pórszombati árendás (haszonbérlő).
    - C1 György
    - C2 István
    - C3 Mihály (fl. 1656–1664) törökverő katona, ságodi, boldogfai, alibánfai és andráshidai földbirtokos. Felesége: ságodi Péter Éva (fl. 1687–1702)
      - D1 István (fl. 1696–1724), a zalaegerszegi járás esküdtje, földbirtokos (1716. március 22-én földbirtokadományt szerzett Zalaboldogfára). Felesége: Nyéki Éva
      - D2 Péter (fl. 1699–1716), földbirtokos (1716. március 22-én földbirtokadományt szerzett Zalaboldogfára). Felesége: egervölgyi Lamperth Mária
        - E1 Zsuzsanna (fl. 1733). Férje: nemes Németh Ferenc
        - E2 Erzsébet (fl. 1733). Férje: mátai Mátay Mihály
        - E3 Mária (fl. 1733). Férje: szladeovici Szladovits János (fl. 1739), a borostyánkői uradalom tiszttartója.
        - E4 Judit (fl. 1733–1744.). 1.f.: boldogfai Hajgató István, földbirtokos. 2.f.: nemes Taba Gergely (1702 –Boldogfa, 1772. november 4.), földbirtokos.
        - E5 Julianna (fl. 1733). Férje: Alacher György (fl. 1712), az egervári uradalom tiszttartója.

      - D3 János (fl. 1699–†1724), jogász, a zalaegerszegi járás helyettes főszolgabírája, földbirtokos (1716. március 22-én földbirtokadományt szerzett Zalaboldogfára). Felesége: sidi Sidy Dorottya (1693– Boldogfa, 1775. március 1.)
        - E1 Ferenc (Boldogfa, 1713. szeptember 22. – Zélpuszta, 1770. február 22.) Zala vármegye alispánja, táblabíró, főszolgabíró, zalai földbirtokos. Felesége: barkóci Rosty Anna Mária (1722– Zélpuszta, 1784. október 9.) 
          - F1 András (Boldogfa, 1740. október 21. – Zalalövő, 1782. március 14.), jogász, a zalalövői járás első főszolgabírája, zalalövői földbirtokos. Felesége: csányi Csány Anna (1745.–Rábatótfalu, Vas vármegye, 1800. október 13.).[164]
          - F2 János (Boldogfa, 1741. november 17. – Zalaegerszeg, 1788. november 14.) Zala vármegye főjegyzője, Zala vármegyei Ítélőszék elnöke, a királyság hites ügyvédje, táblabíró, földbirtokos. Felesége: lovászi és szentmargitai Sümeghy Judit (Alsóbagod, 1754. február 28. – Alsóbagod, 1820. február 15.) 
            - G1 Anna Klára (Boldogfa, 1773. március 15. – †?)
            - G2 János Nepomuk (Boldogfa, 1774. június 6. – Alsóbagod, 1847. május 5.) földbirtokos, táblabíró, Zala vármegye helyettes alispánja. Felesége: besenyői és velikei Skublics Angéla Cecilia (*Besenyő, 1775. április 7. – Boldogfa, 1839. november 25.)
              - H1 Imre János Lipót (Boldogfa, 1811. november 16. – Alsóbagod, 1876. május 25.) alsó- és felsőbagodi, valamint hagyárosi földbirtokos, táblabíró, főszolgabíró. Felesége: Horváth Alojzia (Zalaegerszeg, 1831. április 12. – Alsóbagod, 1919. február 15.) 
                - I1 József (Alsóbagod, Zala vármegye, 1857. január 28. – Söjtör, Zala megye, 1951. október 17.) politikus, jogász, földbirtokos, országgyűlési képviselő. Felesége: lovászi és szentmargitai Sümeghy Rozália (*Söjtör, 1857. december 19. – Felsőbagod, 1924. március 27.)
                  - J1 Kálmán Ferenc Elek (Felsőbagod, 1880. október 5. – Szombathely, 1944. április 16.) felsőbagodi földbirtokos, zalaszentgróti főszolgabíró
                  - J2 Tibor József Imre, dr. (Felsőbagod, 1883. április 14. – Zalaegerszeg, 1940. március 26.) jogász, nemzet- és országgyűlési képviselő, ügyvéd, huszárezred tartalékos kapitánya. Felesége: pálfiszegi Pálffy Eszter Vilma Judit (*Pacsa, 1906. augusztus 20. – Nagykanizsa, 1993. november 27.)
                    - K1 Elek Tibor László (Budapest, 1932. február 13.–Budapest, 2023. április 1.). Nőtlen.
                    - K2 Erzsébet Rozália Margit (Szombathely, 1933. szeptember 19.–Zalaegerszeg, 1982. szeptember 14.)

                  - J3 Dénes Imre Gábor (Felsőbagod, 1884. október 1. – Budapest, 1973. augusztus 11.) gazdálkodó, politikus és országgyűlési képviselő, 1956-ban a Demokrata Néppárt körelnöke. Felesége: szentjánosi Szűcs Mária (*Magyargencs, 1891. július 13. – Söjtör, 1956. február 6.)
                    - K1 Irma (Söjtör, 1913. augusztus 24.–Budapest, 1997. június 28.). Férje: dr. Újlaki Andor (1900– †Budapest, 1974. október 29.), újságíró.
                    - K2 Ferenc Imre (Szombathely, 1923. június 16. – Szombathely, 2008. szeptember 27.) 1.felesége: Horváth Erzsébet 2.felesége: Szabó Éva Gizella
                      - (1. házasságból) József
                      - (2. házasságból) Éva, Papp Ferdinándné.

                - I2 Imre (Felsőbagod, 1860. július 4. – †Hagyáros, 1895. október 23.) hagyárosi földbirtokos. Felesége: nemesvitai Viosz Mária Karolina Rozália (Andráshida, 1863. október 28. – †Zalaegerszeg, 1935. szeptember 1.)
                  - J1 Margit Gabriella Rozália (Hagyáros, 1888. február 24. – †Zalaegerszeg, 1972. április 1.) Férje: dr. udvardi és básti Udvardy Jenő Farkas Imre (Zalaegerszeg, 1880. szeptember 26. – †Zalaegerszeg, 1941. november 21.) jogász, kormányfőtanácsos, a zalai ügyvédi kamara elnöke

                - I3 Gábor Rafael (Alsóbagod, 1863. december 6. – Alsóbagod, 1925. december 25.) földbirtokos

              - H2 János Sándor (Boldogfa, 1813. május 30. – †Boldogfa, 1858. december 3.) jogász, gyámi szolgabíró, földbirtokos. Felesége: baranyavári Baranyay Julianna Petronella (*Hahót, 1822. május 15. – †Boldogfa, 1892. szeptember 7.)
              - H3 Ilona Erzsébet Angéla (Boldogfa, 1815. június 22. – †Boldogfa, 1816. február 14.)

            - G3 Borbála (Boldogfa, 1775. október 30. – Zélpuszta, 1778. július 27.)
            - G4 Judit (Boldogfa, 1776. október 27. – Alsóbagod, 1839. november 20.)
            - G5 Ferenc (Boldogfa, 1779. május 16. – Boldogfa, 1844. április 16.), jogász, Zala vármegye táblabírája, földbirtokos. 1. felesége: Németh Anna (1794. – Boldogfa, 1831. december 24.) 2. felesége: Joó Borbála (Perenye, 1811. november 29. – Boldogfa, 1881. március 16.) 
              - H1 (2. házasságból) Klementina Krisztina (Boldogfa, 1837. április 20. – Nagylengyel, 1883. augusztus 15.). Férje: strausszenbergi Strausz Sándor (Lesencetomaj, 1831. március 16. – Ormándlak, 1922. február 2.), Zala vármegyei bizottsági tag, zalai esküdt, körjegyző, a zalamegyei gazdakör tagja, nagylengyeli birtokos
              - H2 (2. házasságból) Ferenc (Boldogfa, 1838. szeptember 15. – Zalaegerszeg, 1908. január 20.) andráshidai földbirtokos, boldogfai közbirtokos, Zala vármegye számvevője, pénzügyi számellenőre. Felesége: nemesnépi Marton Zsófia (Nemesnép, 1842. augusztus 18. – Andráshida, 1900. április 19.)
                - I1 Eugénia Rozália (Andráshida, 1872. július 20.–Andráshida, 1873. április 5.).
                - I2 Lajos László János (Andráshida, 1873. november 20.–Andráshida, 1876. március 25.).
                - I3 István Imre, dr. (Boldogfa, Zala vármegye, 1875. július 11. – Budapest, 1921. január 6.) jogász, a sümegi járás főszolgabírája. 1. Felesége: persai Persay Erzsébet Julianna (Nemesvid, 1885. július 26. – Sümeg, 1913. április 23.) 2. Felesége: pósfai Horváth Johanna Ernesztina Emilia (Budapest, 1883. április 11. – Nagykanizsa, 1919. május 27.)
                  - J1 (1. házasságból) Margit Klementina Erzsébet (Nova, 1905. június 30. – Budapest, 1990. december 1.) Férje: dr. forintosházi Forintos György (Budapest, 1902. április 21. – Budapest, 1958. január 1.) jogász, igazságügyi minisztérium osztályfőnöke
                  - J2 (1. házasságból) Gyula Ferenc István (Nova, 1907. január 10. – Háros sziget, 1938. április 2.) Felesége: Szepesvári (Stockinger) Irén (Celldömölk, 1914. május 6. – Balatonarács, 2008. február 5.). 2.f.: kemecsei Kemechey Jenő katonatiszt.
                  - J3 (1. házasságból) Endre István (Nova, 1908. október 6. – Caracas, 1994. november 18.) vezérkari őrnagy, földbirtokos. Felesége: Lenz Klára Mária Hermina (Budapest, 1924. június 30. – Madrid, 2013. február 16.) magyar gobelinművész, világutazó, földbirtokos.
                    - K1 Ákos Endre János, utazási ügynök, turisztikai tanácsadó, a Skål International venezuelai fiókjának a tagja, az AVAVIT titkára. 1.f.: Sosa María Cristina. 2.f.: Lotof Anna Marie
                    - K2 Teodóra Erzsébet Klára. Férje: José Ángel Mayoral Ortiz de Landázuri (Barranquilla, Kolumbia, 1930. július 22.– Madrid, 2010. május 18.) spanyolországi cukorkagyáros

                  - J4 (2. házasságból) Ferenc István (Sümeg, 1915. július 28.–Szombathely, 1921. november 24.)
                  - J5 (2. házasságból) Ilona Johanna Erzsébet (Sümeg, 1917. június 18.–Mihályfa, 1917. augusztus 21.)
                  - J6 (2. házasságból) István Sándor (1918. augusztus 3. –  Budapest, 1975. november 18.) 1. felesége: Sáfár Enikő 2. felesége: Szabó Margit
                    - K1 (2. házasságból) Beáta, Porst Attiláné.

                - I4 Lajos Imre József (Andráshida, 1878. október 29. – Budapest, 1930. április 9.) népfelkelő szakaszvezető címzetes őrmester, törökudvari uradalmi ispán 1. felesége: Margitai Eugénia (1882. - Csáktornya, 1908. február 21.) 2. felesége: pósfai Horváth Irma Hedvig Gabriella (Budapest, 1884. május 28. – Budapest (VII. ker.), 1959. november 24.)
                  - J1 (1. házasságból) Sándor Gyula (Törökudvar, 1907. július 29. – Budapest, 1970. november 18.) magyar szobrászművész, éremművész volt. 1.f.: szotyori Nagy Julianna (Torda, Kolozs vármegye, 1907. február 1.–†?). 2.f.: lécfalvi Csákány Erzsébet (Budapest, 1908. február 21. – Budapest, 1970. január 6.)
                  - J2 (2. házasságból) Lajos (Újudvar, 1910. március 28. – Budapest, 1989. március 27.), okleveles vegyészhez, honvéd zászlós, kendőfestő. Felesége: derzsi és besztercebányai Sártory Magdolna (Budapest, 1911. december 18.–Budapest, 1978. január 1.; 1. férje: kezdivásárhelyi Jancsó Béla festőművész)
                  - J3 (2. házasságból) Mária (Újudvar, 1911. március 26. – 2000. június 4.) Férje: Ispánki József (Budapest, 1906. március 16. – Budapest, 1992. november 3.) éremművész, szobrászművész
                  - J4 (2. házasságból) János (Újudvar, 1912. augusztus 29. Budapest, 1988. május 18.), gépészmérnök. Felesége: Déli Erzsébet (*Budapest, 1913. febr. ? † Budapest, 1996. aug. ?)
                    - K1 János

                  - J5 (2. házasságból) Erzsébet (Újudvar, 1914. február 18. – Budapest, 1989. június 11.)
                  - J6 (2. házasságból) György (Kispest, 1924. november 24. – Pécs, 1988. május 27.), főiskolai docens, Baranya megyei tornaszövetség elnöke, testnevelő tanár, tankönyv író. Felesége: doliánszki Dulánszky Ágnes
                    - K1 Ágnes, Kokas Ferencné
                    - K2 György

                - I5 Sándor József, vitéz (Andráshida, Zala vármegye, 1880. szeptember 16. – Zalaegerszeg, 1946. január 11.) ezredes, az Osztrák Császári Vaskorona-rend lovagja, a Zala megyei Országos Nemzetvédelmi bizottság parancsnoka, Zala vármegye Vitézi Rend székkapitánya. Felesége: adorjánházi Csomasz Katalin Irén Julianna (Veszprém, 1897. március 23. – Cegléd, 1964. október 14.), a zalai "Baross Női Tábor" és a zalamegyei Országos Vörös Kereszt Egyesület elnökasszonya.
                  - J1 Balázs (Veszprém, 1921. január 6. – Veszprém, 1921. január 14.).
                  - J2 Lóránd, vitéz, (Székesfehérvár, 1923. január 14. –Wetzikon, Svájc, 1996. október). Neje: Farkas Hermina (*Kisszentgrót, 1925. január 9. –†?).
                    - K1 Attila

                  - J3 Tamás (Székesfehérvár, 1928. március 7. – Budapest, 2009. november 13.), utazási ügynök, turisztikai tanácsadó. Felesége: técsői Móricz Éva (Budapest, 1931. május 29. – Lausanne, 2015. december 16.)
                    - K1 Krisztina, Wirth Paulné

                - I6 Zsófia Rozália Alojzia (Andráshida, 1884. február 22. – Zalaegerszeg, 1948. december 23.) Férje: Fangler Béla Jenő (Zalaegerszeg, Zala vármegye, 1877. augusztus 1. – Budaábrány, Hajdú-Bihar megye, 1952. december 15.) jogász, árvaszéki ülnök, nemzetgyűlési képviselő, az alsólendvai ellenforradalom szervezője

              - H3 (2. házasságból) Erzsébet Franciska (Boldogfa, 1840. augusztus 8. – Boldogfa, 1872. december 12.) Férje: tótfalusi Tóth Benedek József Bernárd (Rábahídvég, 1825. március 13. – Uraiújfalu, 1883. december 17.)
              - H4 (2. házasságból) László (Boldogfa, 1842. február 3. – Zalabér, 1901. december 19.) vármegyei írnok. Felesége: kurtakeszi Baranyay Lujza (Teskánd, 1848. július 18. – Zalaegerszeg, 1898. november 2.)
                - I1 József Imre (Teskánd, 1866. október 15. –  Körmend, 1927. szeptember 1.),[103] MÁV felügyelő. Felesége: borszörcsöki Egressy Gizella Ilona (Szatmárnémeti, 1874. február 11. – Kaposvár, 1973. április 2.)
                  - J1 Klára Gabriella Irén (Szombathely, 1898. január 25. – Kaposvár, 1944. június 8.) magyar festő- és iparművész, leánygimnáziumi tanár. A Berzsenyi társaság tagja volt. Férje: Kovács Jenő József (*Felsősegesd, 1889. január 19. – Kaposvár, 1961. március 19.)
                  - J2 Zsuzsanna (Körmend, 1902. július 29. – ?) Férje: boldogfai Farkas Imre (Zalaegerszeg, 1882. március 26. – † ?), magyar költő, a dombóvári takarékpénztár vezérigazgatója.(a nagybátyja)
                  - J3 Györgyi (Nagycsákány, 1900. április 25. – Kaposvár, 1973. február 11.) Férje: vitéz Földváry Béla Lajos (Szül: Finger Béla Lajos) (Szomolnok, 1886. május 25. – Kaposvár, 1969. április 25.) reálgimnáziumi tanár

                - I2 Mária Magdolna Emma (Teskánd, 1868. július 21. –Teskánd, 1873. június 4.)
                - I3 Lujza Emília (Teskánd, 1870. szeptember 5. –Pécs, 1933. január 3.). Férje: Cságoly József (Zalaszentjakab, 1884. október 30. –Flint, Michigan, USA, 1918. március 15.), magyar királyi tartalékos hadnagy, az Amerikai Magyar Népszava 48.sz. syracusei osztály pénztárnoka, az Első Magyar Társ. és Bs. Egylet syracusei osztály titkára.
                - I4 Kálmán László (Teskánd, 1875. április 15.– Budapest, 1949. június 25.) vasúti állomás elöljáró. Felesége: Peterdi Aranka Erzsébet (Budapest, 1877 július 11. –Budapest, 1963. július 22.) ágostai hitvallású.
                  - J1 Ilona (1904 –Budapest, 1933. augusztus 2.)
                  - J2 Margit (Bölcske, 1906. április 20.–†?). 1. Férje: Kamarell Géza (Budapest, 1903. szeptember 1.–Budapest, 1956. december 18.) asztalosmester
                  - J3 Imre (Zalacsány, 1907. május 23. – Budapest, 1965. június 16.) magyar festő, grafikus.
                  - J4 Irén (Zalacsány, 1910. október 19.–†?) festőművész, tanító, eszperantista. Férje: Erdős József (Budapest, 1906. december 5. –Kőszeg, 1944. július 15.) festőművész, a KIMSZ, és a KMP tagja, eszperantista.

                - I5 Imre (Zalaegerszeg, 1882. március 26. – † ?), magyar költő, a dombóvári takarékpénztár vezérigazgatója. Felesége: boldogfai Farkas Zsuzsanna (Körmend, 1902. július 29. – ?) (az unokahúga)
                  - J1 Iván György József (Budapest, 1924. április 16. -†?). Felesége: dálnoki Miklós Judit.

              - H5 (2. házasságból) Amália Emerentia (Boldogfa, 1843. június 4. – Alsólendva, 1907. február 14.) Férje: nemes Török Sándor (Nagyunyom, 1833. április 29.–Alsólendva, 1914. január 22.), uradalmi gazdatiszt, közbirtokos, földbirtok haszonbérlő.[165]

            - G6 Marianna (*Boldogfa, 1783. január 2. – Boldogfa, 1819. március 4.). Férje: szladeovici Szladovits József (Sitke, 1773. november 25. – Boldogfa, 1829. február 26.) táblabíró, kanizsai uradalmi ügyész, cs. és kir. kapitány, földbirtokos.
            - G7 Erzsébet (Boldogfa, 1785. november 11. – Alsóbagod, 1857. július 14.)
            - G8 Péter (Boldogfa, 1788. július 6. – Boldogfa, 1788. augusztus 29.)

          - F3 Ferenc (Boldogfa, 1742. december 13. – Veszprém, 1807. június 4.) jezsuita rendi pap, veszprémi kanonok, nemesapáti esperes és plébános, táblabíró, költő
          - F4 Mihály (*Boldogfa, 1744. április 29. – †Boldogfa, 1744. április 29.)
          - F5 Anna (Boldogfa, 1746. június 9. – Bekeháza, 1804. február 26.) Férje: csáfordi Csillagh Ádám (1739 – Boldogfa, 1797. szeptember 22.) egerszegi postamester, Zala vármegye főadószedője
          - F6 László (Boldogfa, 1747. július 7. – Zélpuszta, 1796. március 24.) zalalövői alszolgabíró. Felesége: lovászi Jagasits Margit (Szentmargita, 1764. május 21. – †Zélpuszta, 1818. február 3.)
            - G1 György Ignác (Zélpuszta, 1788. április 21. –  Zélpuszta, 1823. szeptember 2.) felesége: szladeovici Szladovits Erzsébet (Sitke, 1791. október 22. – Magyargencs, 1839. március 15.)
              - H1 Franciska Anna (Zélpuszta, 1813. január 8. – Zélpuszta, 1895. január 9.) Férje: gyulai Gaál Károly (Zalaszegvár, 1808. június 16. – Zélpuszta, 1840. december 21.)
              - H2 Sándor Gergely József (Zélpuszta, 1815. március 14. – Zélpuszta, 1820. március 23.)
              - H3 Anna (Zélpuszta, 1819. november 19. – Zélpuszta, 1819. november 20.)

            - G2 Anna Franciska (Zélpuszta, 1789. augusztus 9. – Zélpuszta, 1789. szeptember 2.)
            - G3 Pál Bálint (Zélpuszta, 1791. február 20. – Zélpuszta, 1793. március 17.)
            - G4 Katalin Zsuzsanna (Zélpuszta, 1795. január 9. – Zélpuszta, 1795. április 20.)
            - G5 Julianna (Zélpuszta, 1796. január 26. – † Zélpuszta, 1800. január 1.)

          - F7 Lajos (Boldogfa, 1750. – †Boldogfa, 1779. október 8.) 1. felesége: felsőőri Bertha Klára (Rábahídvég, 1753. augusztus 5. – †Boldogfa, 1776. november 10.) 2. felesége: hertelendi Hertelendy Klára (Rátót, 1760. június 6. – †Söjtör, 1816. augusztus 17.)
          - F8 Gábor Mátyás (Boldogfa, 1751. február 13. – †Boldogfa, 1751. február 13.)
          - F9 József (Boldogfa, 1752. április 4. – Pest, 1809. november 10.) piarista rendi pap, tanár
          - F10 Ignác Márton (Boldogfa, 1753. november 11. – †Boldogfa, 1808. december 20.) 1. felesége: muzsaji Dóczy Katalin (Gyulakeszi, 1764. április 5. – †Boldogfa, 1794. augusztus 5.) 2. felesége: bocsári Svastics Julianna (Szentkereszt, 1771. április 26. – †Boldogfa, 1832. január 28.)
            - G1 (1. házasságból) József (Boldogfa, 1788. július 23. – †Boldogfa, 1791. február 26.)
            - G2 (1. házasságból) Antal (Boldogfa, 1789. október 23. – †Boldogfa, 1791. február 23.).
            - G3 (2. házasságból) Julianna (*Boldogfa, 1796. december 18. – Hahót, 1825. január 14.) Férje: baranyavári Baranyay Menyhért (Hahót, 1795. január 5. – Hahót, 1868. június 26.) táblabíró

          - F11 Julianna Katalin (Boldogfa, 1755. április 16. – †?)
          - F12 Boldizsár (Boldogfa, 1758. november 10. – Zélpuszta, 1772. október 23.)
          - F13 Erzsébet Dorottya (Boldogfa, 1761. április 15. – Muraréthát, Zala vármegye, 1801. december 2.) Férje: tubolyszegi Tuboly László (Szentliszló, 1756. április 10. – Nagylengyel, 1828. május 21.) jogász, főszolgabíró, táblabíró, költő, földbirtokos, szabadkőműves, nyelvújító

## A boldogfai Farkas család arcképcsarnoka

Boldogfai Farkas Dénes (1884–1973), mezőgazdász, földbirtokos, politikus és országgyűlési képviselő, 1956-ban a Demokrata Néppárt korelnöke
Boldogfai Farkas Endre (1908–1994) vezérkari őrnagy, a Magyar Érdemrend lovagkeresztjének tulajdonosa, földbirtokos
Boldogfai Farkas Ferenc (1713–1770) zalai alispán, táblabíró, földbirtokos
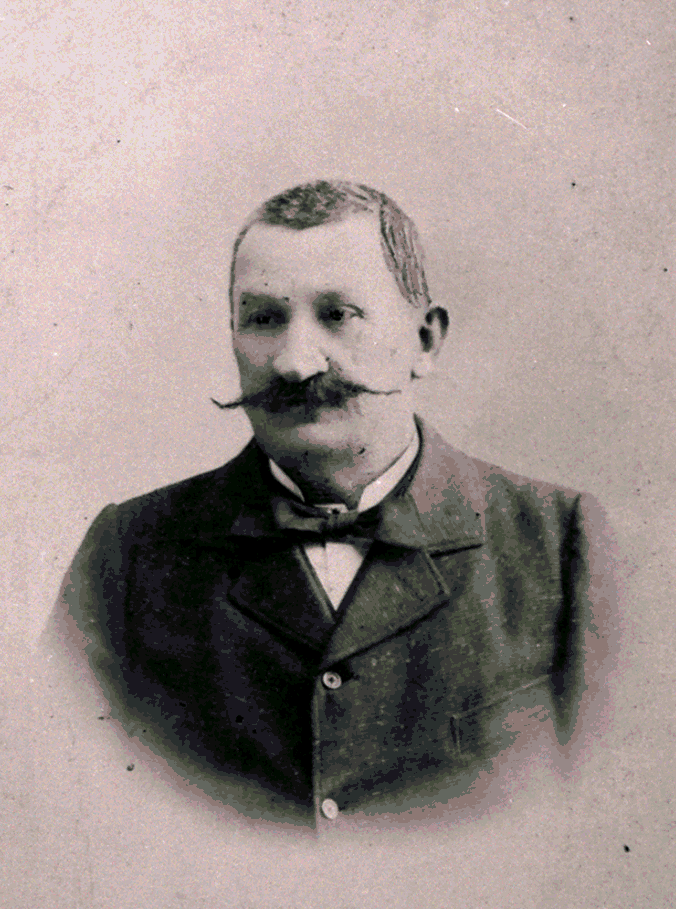
Boldogfai Farkas Ferenc (1838–1908) Zala vármegye számvevője, pénzügyi számellenőre, vármegyei bizottsági tag, a "Zalavármegyei Gazdasági Egyesület" tagja, a Zalamegyei megyeházai könyvtár őrzője, a Függetlenségi és Negyvennyolcas Pártnak a tagja, földbirtokos
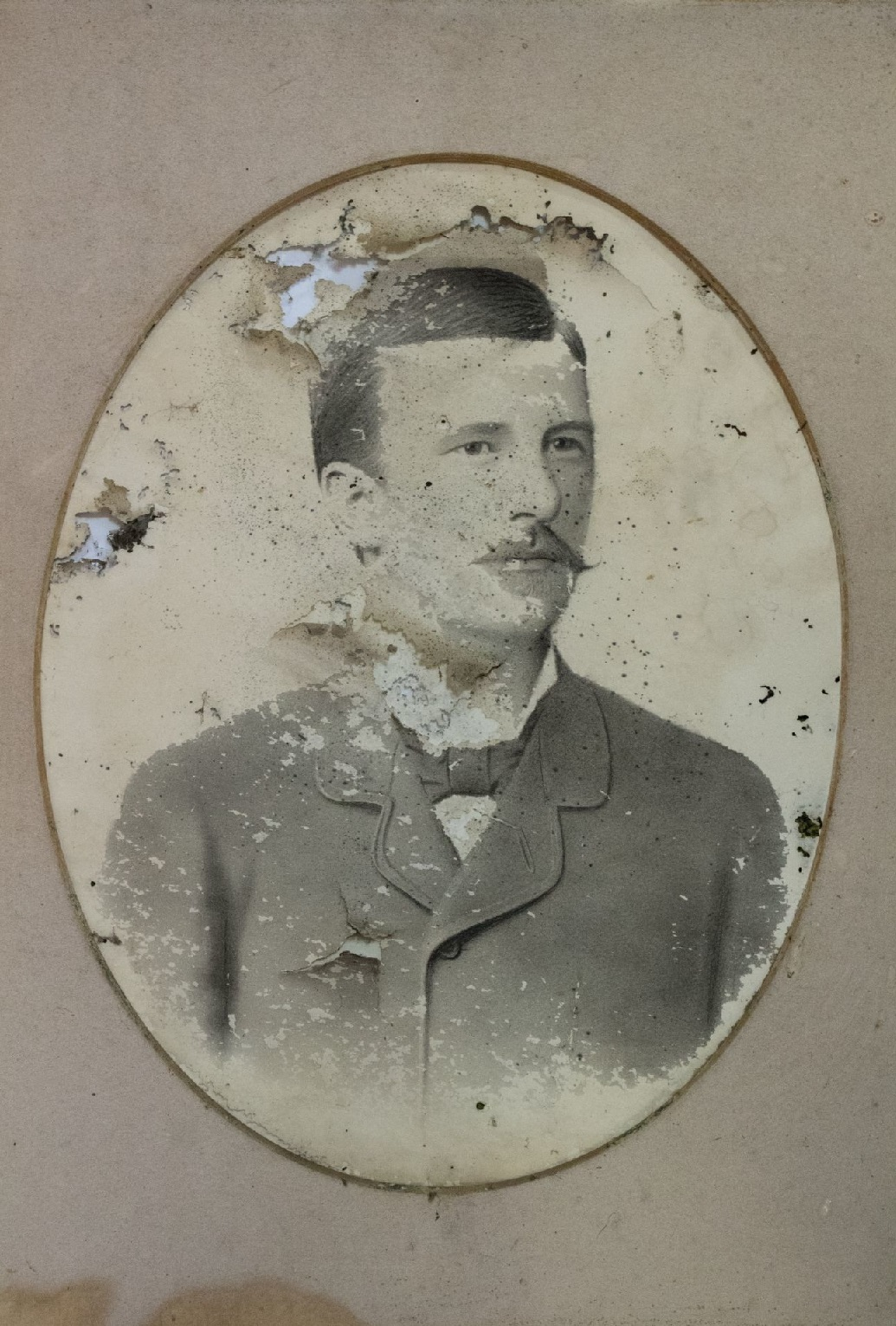
Boldogfai Farkas Imre (1811–1876) hites ügyvéd, főszolgabíró, táblabíró, vármegyei bizottmányi tag, Zala megyei földbirtokos, a Zalavármegyei Gazdasági Egyesület alapító tagja
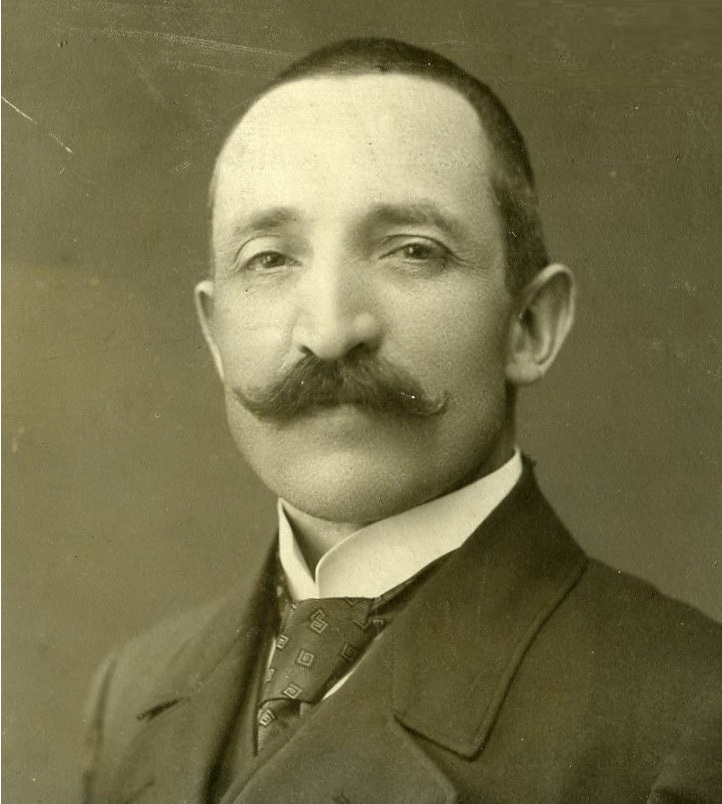
Dr. boldogfai Farkas István (1875–1921), jogász, szolgabíró volt Tapolcán, Nován, Alsólendván és főszolgabíró Sümegen, Zala vármegye törvényhatósági bizottsági tag, a Sümegvidéki Gazdakör lelkes támogatója.
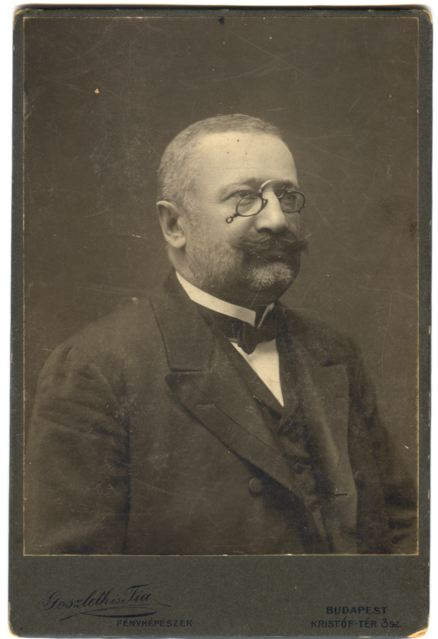
Boldogfai Farkas József (1857–1951), politikus, jogász, felsőbagodi földbirtokos, a Katolikus Néppárt országgyűlési képviselője, Zala vármegyei közigazgatási bizottságának a tagja, a Zala megyei nemesi pénztár gondnoka 1891-től, a Zalavármegyei Gazdasági Egyesület tagja, a legitimizmus híve Zalában
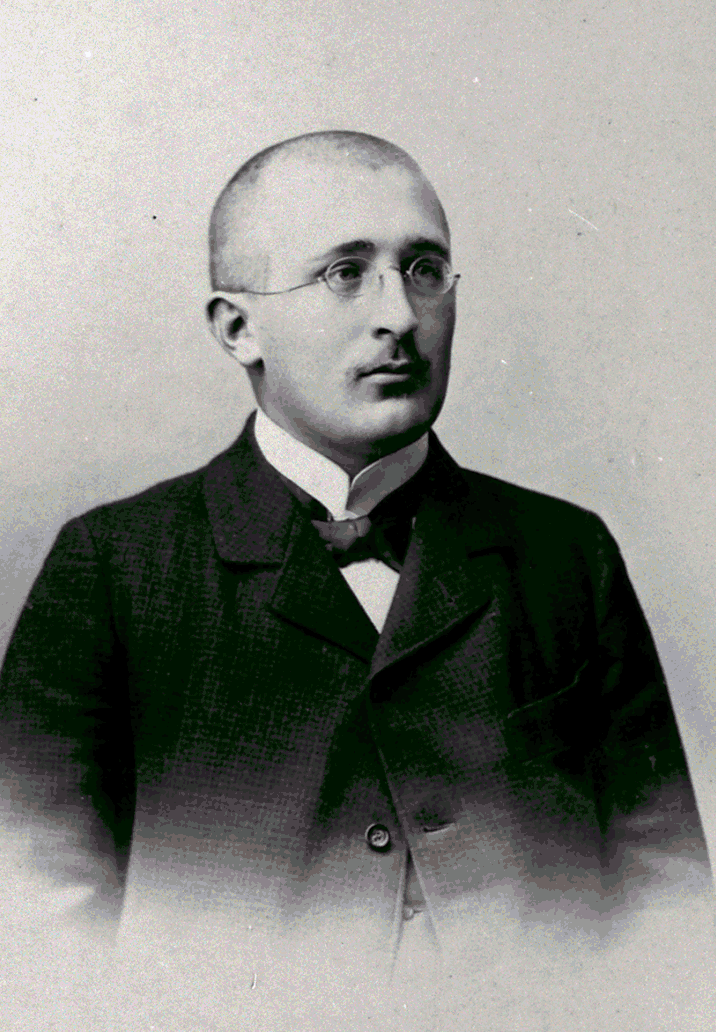
Boldogfai Farkas Kálmán (1880–1944) zalai főszolgabíró, felsőbagodi földbirtokos, megyebizottsági tag
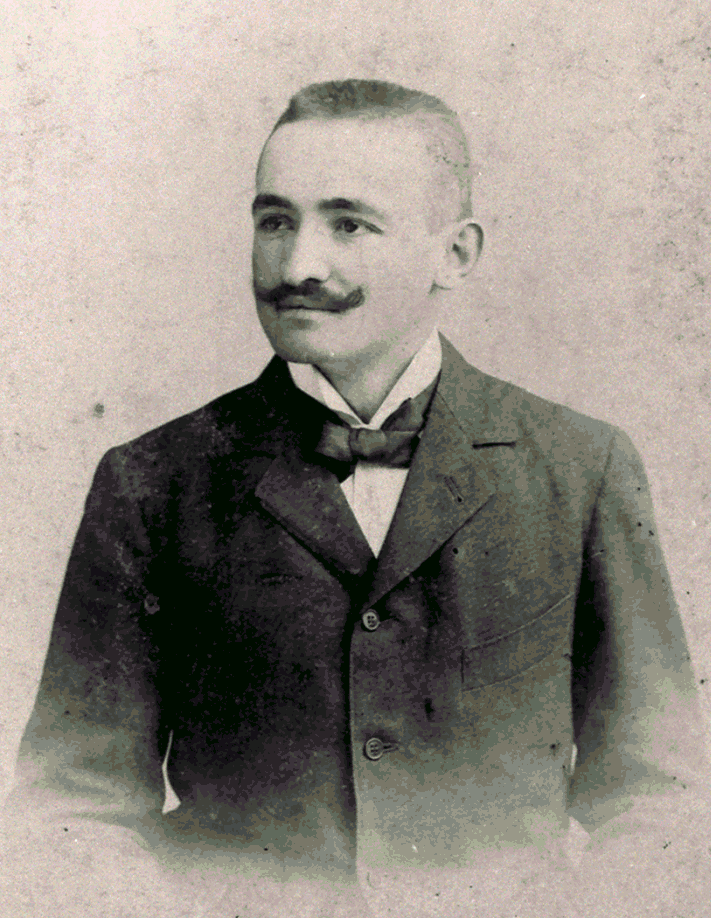
Boldogfai Farkas Lajos (1878–1930), törökudvari uradalmi ispán, népfelkelő szakaszvezető címzetes őrmester
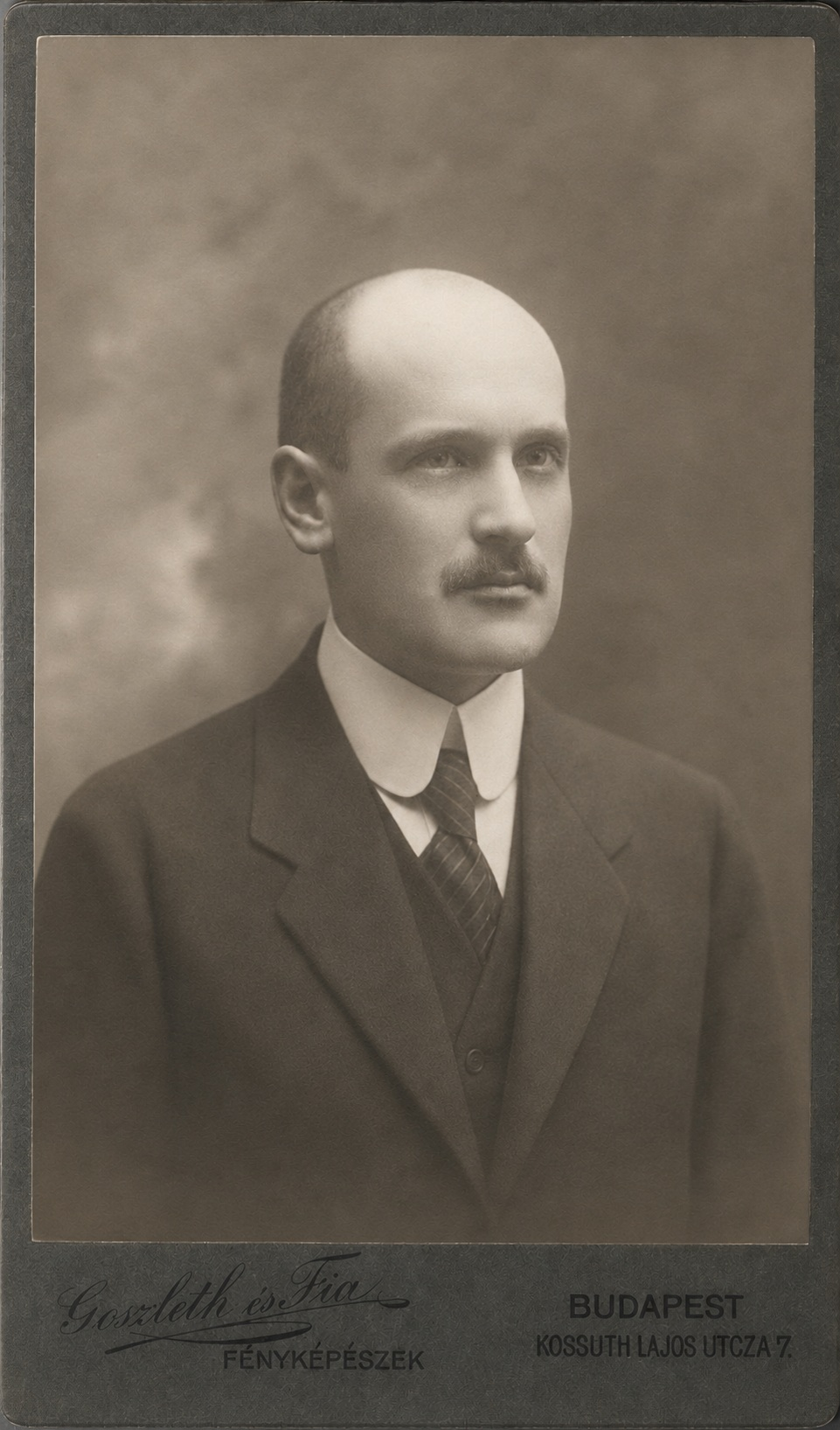
Dr. boldogfai Farkas Tibor (1883–1940), jogász, nemzetgyűlési-, majd országgyűlési képviselő, ügyvéd, huszárezred tartalékos kapitánya, földbirtokos. A Legitimizmus egyik kiemelkedőbb képviselője
Dr. udvardi és básti Udvardy Jenő (1880–1941) kormány-főtanácsosné boldogfai Farkas Margit (1888–1972)
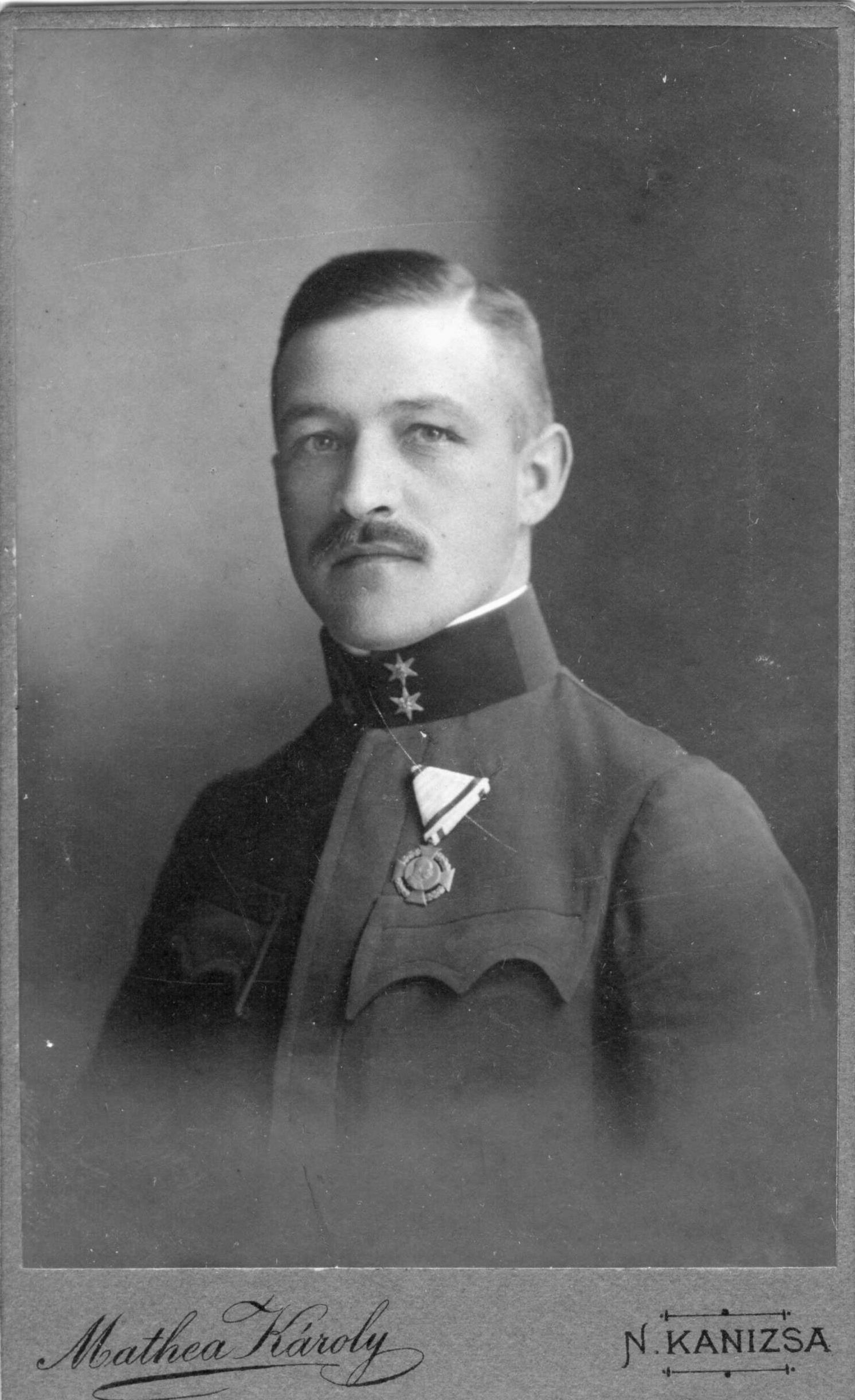
vitéz boldogfai Farkas Sándor (1880–1946) császári és királyi ezredes, az Osztrák Császári Vaskorona-rend lovagja, 1935 és 1939 között Zala vármegye Vitézi Rend székkapitánya, a Zala megyei Országos Nemzetvédelmi bizottság parancsnoka
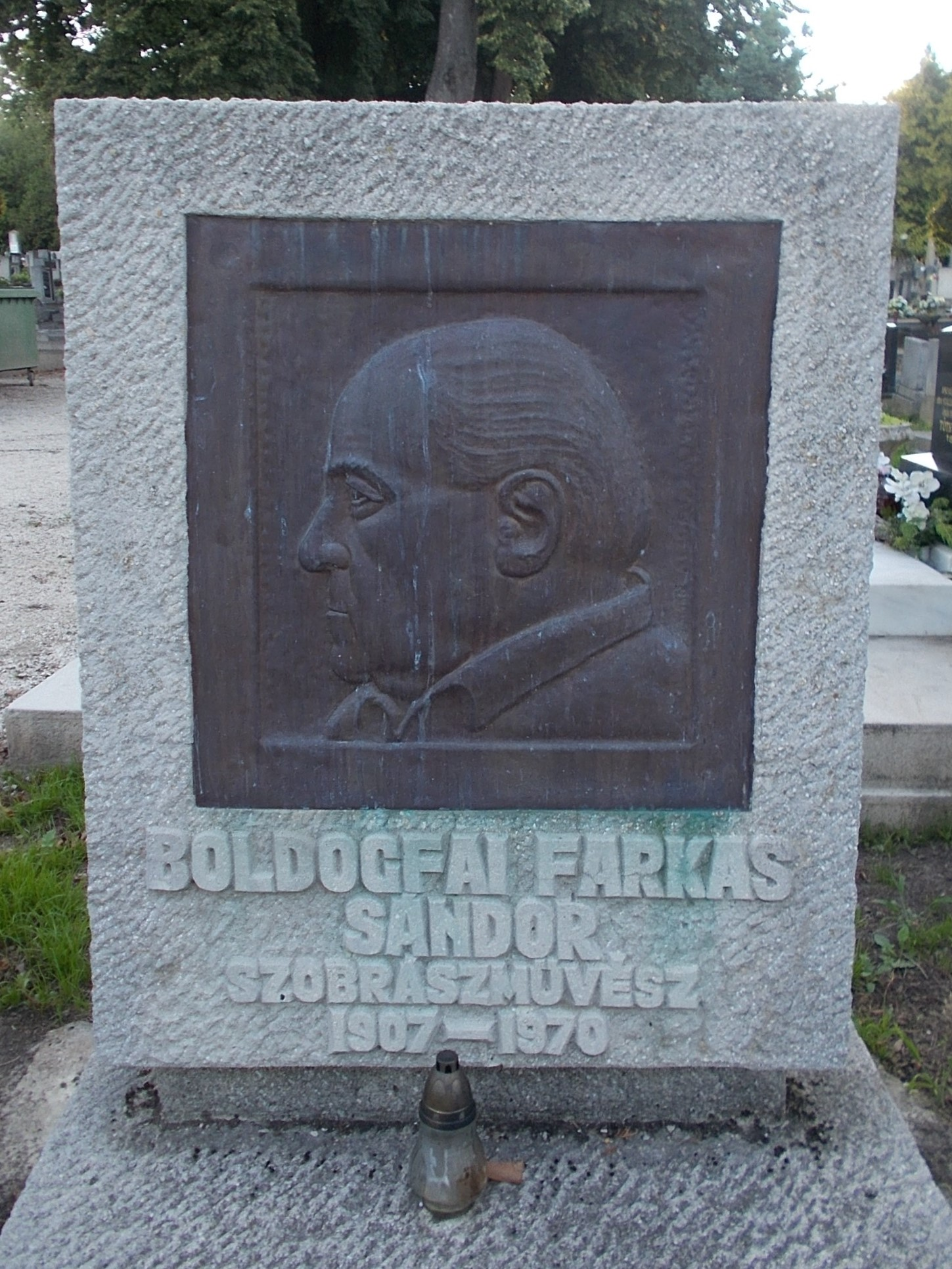
Boldogfai Farkas Sándor (1907–1970) magyar szobrász, éremművész
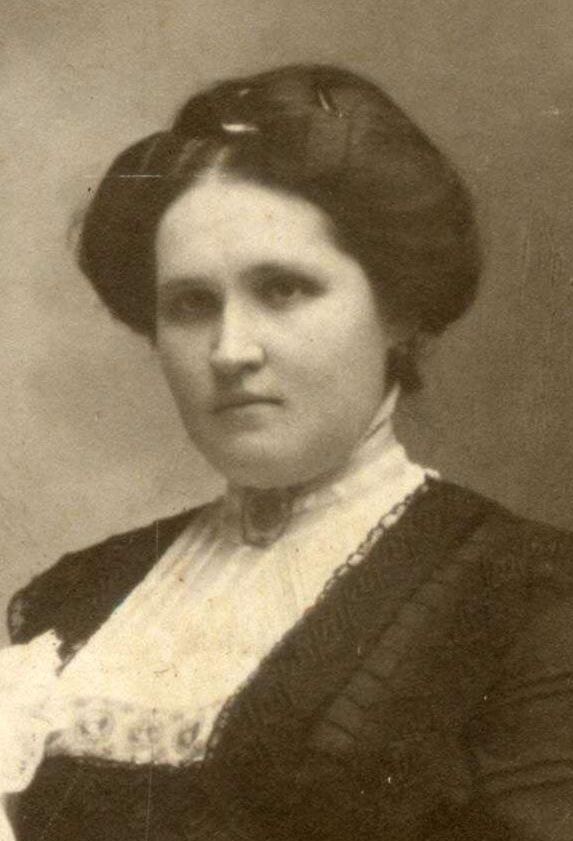
Boldogfai Farkas Zsófia (1884–1948), a Nemzetvédelmi Kereszt tulajdonosa, a zalaegerszegi római katolikus nőegylet elnöke. Férje, Fangler Béla (1877–1952), árvaszéki ülnök, nemzetgyűlési képviselő